# Liste von Apfelsorten/B
Erläuterungen und Quellen: Siehe Hauptartikel!
| Apfelsorte | Bild                                                           | Kreuzung aus                                                   | Erstes Auftauchen                                                                               | Anmerkungen | Quellen                                                                                                  |
| --- | -------------------------------------------------------------- | -------------------------------------------------------------- | ----------------------------------------------------------------------------------------------- | --- | --- |
| Baarapfel |                                                                |                                                                |                                                                                                 | | o |
| Babbitt |                                                                |                                                                |                                                                                                 | | |
| Babcock |                                                                |                                                                |                                                                                                 | | |
| Babcock’s No. 13 |                                                                |                                                                |                                                                                                 | | |
| Baby Blush |                                                                |                                                                |                                                                                                 | | |
| Bachabbel | Siehe: Bachapfel                                               | Siehe: Bachapfel                                               | Siehe: Bachapfel                                                                                | Siehe: Bachapfel | Siehe: Bachapfel                                                                                         |
| Bachapfel (oder: Bachabbel, Schlodderabbel) |                                                                |                                                                |                                                                                                 | | r (S. 8)                                                                                                 |
| Backapfel | Siehe: Geflammter Kardinal                                     | Siehe: Geflammter Kardinal                                     | Siehe: Geflammter Kardinal                                                                      | Siehe: Geflammter Kardinal | Siehe: Geflammter Kardinal                                                                               |
| Backhausapfel |                                                                |                                                                |                                                                                                 | | j |
| Backwell Red |                                                                |                                                                |                                                                                                 | | f |
| Baddow Pippin |                                                                |                                                                |                                                                                                 | | a |
| Badische Renette |                                                                |                                                                |                                                                                                 | | |
| Badischer Brauner | Siehe: Brauner Matapfel                                        | Siehe: Brauner Matapfel                                        | Siehe: Brauner Matapfel                                                                         | Siehe: Brauner Matapfel | Siehe: Brauner Matapfel                                                                                  |
| Badischer Weinapfel |                                                                |                                                                |                                                                                                 | Benannt durch Richard Zorn. | p (S. 157)                                                                                               |
| Baggetorp |                                                                |                                                                | in Baggetorp, Schweden                                                                          | | |
| Bailey |                                                                |                                                                | Um 1840 in New York                                                                             | | c |
| Bailey Sweet |                                                                |                                                                |                                                                                                 | | a |
| Bailleuil | Siehe: Gros-Hôpital er: Badischer Brauner, Bäumleapfel, Echter | Siehe: Gros-Hôpital er: Badischer Brauner, Bäumleapfel, Echter | Siehe: Gros-Hôpital er: Badischer Brauner, Bäumleapfel, Echter                                  | Siehe: Gros-Hôpital er: Badischer Brauner, Bäumleapfel, Echter                                                                                                 | Siehe: Gros-Hôpital er: Badischer Brauner, Bäumleapfel, Echter                                           |
| Bailleul Bouvresse |                                                                |                                                                |                                                                                                 | | |
| Bailleul Mesnil |                                                                |                                                                |                                                                                                 | | |
| Bakley |                                                                |                                                                |                                                                                                 | | r (S. 8)                                                                                                 |
| Baker |                                                                |                                                                |                                                                                                 | | |
| Baker’s Delicious |                                                                |                                                                |                                                                                                 | Beschreibung | f, g (S. 187)                                                                                            |
| Balcom’s Best |                                                                |                                                                |                                                                                                 | | |
| Bald Mountain |                                                                |                                                                |                                                                                                 | | e |
| Baldenheimer Weißapfel |                                                                |                                                                |                                                                                                 | | o |
| Balder |                                                                |                                                                |                                                                                                 | Beschreibung | f, g (S. 187)                                                                                            |
| Baldwin (oder: Baldwins Roter Pepping, Butters, Pecker, Roter Baldwin, Woodpecker) |                                                                | Zufallssämling                                                 | Um 1740 in Wilmington, Massachusetts, USA                                                       | Geschmack weinsäurig. Triploid. Beschreibung | a, c, d, e, f, g (S. 187), h (Nr. 211, S. 233), h (Nr. 474, S. 527), j, m (Nr. 022, S. 1), o, p (S. 158) |
| Baldwins Roter Pepping | Siehe: Baldwin                                                 | Siehe: Baldwin                                                 | Siehe: Baldwin                                                                                  | Siehe: Baldwin | Siehe: Baldwin                                                                                           |
| Baldwin Spot |                                                                |                                                                |                                                                                                 | | |
| Ballarat | Siehe: Ballarat Seedling                                       | Siehe: Ballarat Seedling                                       | Siehe: Ballarat Seedling                                                                        | Siehe: Ballarat Seedling | Siehe: Ballarat Seedling                                                                                 |
| Ballarat Seedling (oder: Ballarat, Stewart’s Ballarat Seedling) |                                                                | Dunn’s Seedling × Unbekannt                                    | Um 1900 in Ballarat, Victoria, Australien von Frau Stewart entdeckt                             | Geschmack säuerlich. Beschreibung | a, e, f, g (S. 187)                                                                                      |
| Ballard Beauty |                                                                | Cox Orange × Unbekannt                                         | 1946 in Bedfordshire, Züchter: A. Norman                                                        | Beschreibung | b, f, g (S. 187)                                                                                         |
| Ballerina |                                                                | Wijcik Mcintosh × unbekannt                                    | in Kent, Züchter: Watkins und Tobutt                                                            | | g (S. 187)                                                                                               |
| Ballerina Waltz |                                                                |                                                                |                                                                                                 | | |
| Ball’s Pippin (oder: Lane’s Oakland Seedling) |                                                                | Cox Orange × Sturmer Pippin                                    | Markteinführung 1923 durch J. C. Allgrove in Langley, Bucks                                     | Beschreibung | f, g (S. 188)                                                                                            |
| Ballard |                                                                |                                                                |                                                                                                 | | |
| Bally Fatten | Siehe: Ballyfatten                                             | Siehe: Ballyfatten                                             | Siehe: Ballyfatten                                                                              | Siehe: Ballyfatten | Siehe: Ballyfatten                                                                                       |
| Ballyfatten (oder: Bally Fatten) |                                                                |                                                                | Um 1740 in County Tyrone, Nordirland. Dokumentiert 1802                                         | Beschreibung | c, f, g (S. 188)                                                                                         |
| Baloffe |                                                                |                                                                |                                                                                                 | | o |
| Balsam |                                                                |                                                                |                                                                                                 | | a |
| Baltimore |                                                                |                                                                |                                                                                                 | | |
| Baltzley |                                                                |                                                                |                                                                                                 | | |
| Bamberger | Siehe: Roter Eiserapfel                                        | Siehe: Roter Eiserapfel                                        | Siehe: Roter Eiserapfel                                                                         | Siehe: Roter Eiserapfel | Siehe: Roter Eiserapfel                                                                                  |
| Bamberger Blauapfel |                                                                |                                                                |                                                                                                 | | j |
| Bamberger Renette |                                                                |                                                                |                                                                                                 | | j |
| Bamberger Wollerling |                                                                |                                                                |                                                                                                 | | m (Nr. 023, S. 1)                                                                                        |
| Banana | Siehe: Winesap, Winterbananenapfel                             | Siehe: Winesap, Winterbananenapfel                             | Siehe: Winesap, Winterbananenapfel                                                              | Siehe: Winesap, Winterbananenapfel | Siehe: Winesap, Winterbananenapfel                                                                       |
| Bananenapfel |                                                                |                                                                |                                                                                                 | | p (S. 159f)                                                                                              |
| Bananenapfel Gföhlerwald |                                                                |                                                                |                                                                                                 | | o |
| Bananenrenette |                                                                |                                                                |                                                                                                 | | o |
| Bancroft (oder: Bankroft) |                                                                | Forest x Mcintosh                                              | 1930 in Ottawa. Markteinführung um 1935                                                         | Beschreibung | f, g (S. 188), j, m (Nr. 024, S. 1)                                                                      |
| Bandierter Api |                                                                |                                                                |                                                                                                 | | r (S. 8)                                                                                                 |
| Bánffy Pál |                                                                |                                                                |                                                                                                 | | f, g (S. 188)                                                                                            |
| Bank |                                                                |                                                                |                                                                                                 | | |
| Bankroft | Siehe: Bancroft                                                | Siehe: Bancroft                                                | Siehe: Bancroft                                                                                 | Siehe: Bancroft | Siehe: Bancroft                                                                                          |
| Banks |                                                                |                                                                |                                                                                                 | | |
| Banning Red Fuji |                                                                |                                                                |                                                                                                 | | e |
| Banns |                                                                |                                                                |                                                                                                 | | f, g (S. 188)                                                                                            |
| Banon’s Seedling |                                                                |                                                                |                                                                                                 | | e |
| Bänziger |                                                                |                                                                |                                                                                                 | | f, g (S. 188), j, o                                                                                      |
| Baraboo |                                                                |                                                                |                                                                                                 | | |
| Barbarossa |                                                                | Nela x Delbarestivale                                          | Staatliche Lehr- und Versuchsanstalt für Wein- und Obstbau Weinsberg, Baden-Württemberg         | | |
| Barbe |                                                                |                                                                |                                                                                                 | | o |
| Barber |                                                                |                                                                |                                                                                                 | | |
| Barcelona |                                                                |                                                                |                                                                                                 | | |
| Barcelona Pearmain | Siehe: Barceloner Parmäne                                      | Siehe: Barceloner Parmäne                                      | Siehe: Barceloner Parmäne                                                                       | Siehe: Barceloner Parmäne | Siehe: Barceloner Parmäne                                                                                |
| Barceloner Parmäne (oder: Barcelona Pearmain) |                                                                |                                                                |                                                                                                 | | r (S. 9)                                                                                                 |
| Barchard’s Seedling |                                                                |                                                                |                                                                                                 | | f, g (S. 188)                                                                                            |
| Barcroft |                                                                |                                                                |                                                                                                 | | |
| Barda |                                                                |                                                                |                                                                                                 | | |
| Bardowicker Sommerkönig |                                                                |                                                                |                                                                                                 | | r (S. 9)                                                                                                 |
| Bardsey Apple (oder: Afal Enlli, Bardsey Island) |                                                                |                                                                | 1998 entdeckt durch Andy Clarke in Bardsey Island, Wales                                        | Sortenbeschreibung | a, c |
| Bardsey Island | Siehe: Bardsey Apple                                           | Siehe: Bardsey Apple                                           | Siehe: Bardsey Apple                                                                            | Siehe: Bardsey Apple | Siehe: Bardsey Apple                                                                                     |
| Bargenstedter Mühlenapfel |                                                                |                                                                |                                                                                                 | | r (S. 9)                                                                                                 |
| Barkley Red Rome |                                                                |                                                                |                                                                                                 | | f |
| Barnack Beauty |                                                                |                                                                |                                                                                                 | | a, f, g (S. 188)                                                                                         |
| Barnack Beauty Sport |                                                                |                                                                |                                                                                                 | | f, g (S. 188)                                                                                            |
| Barnack Orange |                                                                | Cox Orange × Unbekannt                                         |                                                                                                 | | f, g (S. 188)                                                                                            |
| Barndoor |                                                                |                                                                |                                                                                                 | | |
| Barnhill Pippin |                                                                |                                                                |                                                                                                 | | f, g (S. 188)                                                                                            |
| Barnes Best |                                                                |                                                                |                                                                                                 | | |
| Barnhill Pippin |                                                                |                                                                |                                                                                                 | | |
| Barnsley |                                                                |                                                                |                                                                                                 | | |
| Baron De Berlepsch | Siehe: Berlepsch                                               | Siehe: Berlepsch                                               | Siehe: Berlepsch                                                                                | Siehe: Berlepsch | Siehe: Berlepsch                                                                                         |
| Baron Ward |                                                                |                                                                |                                                                                                 | | f, g (S. 188)                                                                                            |
| Baron Wood |                                                                |                                                                |                                                                                                 | | f, g (S. 188)                                                                                            |
| Barraude |                                                                |                                                                |                                                                                                 | | f, g (S. 188)                                                                                            |
| Barré |                                                                |                                                                |                                                                                                 | | f, g (S. 188)                                                                                            |
| Barré À Grappe |                                                                |                                                                |                                                                                                 | | o |
| Barringer |                                                                |                                                                |                                                                                                 | | |
| Barry |                                                                | Cox Orange × Unbekannt                                         |                                                                                                 | | a, e, f, g (S. 188)                                                                                      |
| Bartliner |                                                                |                                                                |                                                                                                 | | r (S. 9)                                                                                                 |
| Bartons Favorite |                                                                |                                                                |                                                                                                 | | |
| Barty Sweet |                                                                |                                                                |                                                                                                 | | |
| Baschiapfel |                                                                |                                                                |                                                                                                 | | o |
| Bascombe Mystery |                                                                |                                                                |                                                                                                 | | f, g (S. 188)                                                                                            |
| Bashaw |                                                                |                                                                |                                                                                                 | | |
| Baskatong |                                                                |                                                                |                                                                                                 | Beschreibung | |
| Bassard |                                                                |                                                                |                                                                                                 | | f, g (S. 188)                                                                                            |
| Bassett Best |                                                                |                                                                |                                                                                                 | | |
| Bastardkalvill | Siehe: London Pepping                                          | Siehe: London Pepping                                          | Siehe: London Pepping                                                                           | Siehe: London Pepping | Siehe: London Pepping                                                                                    |
| Bastien |                                                                |                                                                |                                                                                                 | | f, g (S. 188)                                                                                            |
| Bates Lobo |                                                                |                                                                |                                                                                                 | | e |
| Batschueli |                                                                |                                                                |                                                                                                 | | o |
| Battyam |                                                                |                                                                |                                                                                                 | | |
| Batul-Alma |                                                                |                                                                |                                                                                                 | | e, f, g (S. 188)                                                                                         |
| Batullenapfel (oder: Pomme De Transylvanie) |                                                                |                                                                | Siebenbürgen                                                                                    | Ersatzsorte zum Steirischen Maschanzker. Sortenbeschreibung | h (Nr. 670, S. 746), j, m (Nr. 025, S. 1), o, p (S. 161)                                                 |
| Bauers Jubiläum |                                                                |                                                                |                                                                                                 | | o |
| Baujade |                                                                |                                                                |                                                                                                 | | j, o |
| Bauline |                                                                |                                                                |                                                                                                 | | o |
| Baumann | Siehe: Baumanns Renette                                        | Siehe: Baumanns Renette                                        | Siehe: Baumanns Renette                                                                         | Siehe: Baumanns Renette | Siehe: Baumanns Renette                                                                                  |
| Baumann’s Reinette | Siehe: Baumanns Renette                                        | Siehe: Baumanns Renette                                        | Siehe: Baumanns Renette                                                                         | Siehe: Baumanns Renette | Siehe: Baumanns Renette                                                                                  |
| Baumanns Renette (oder: Baumann, Baumann’s Reinette, Baumanns Rote Winterrenette, Baumanns Winterrenette, Couronne Des Dames, Red Winter Renette, Reinette De Bollvilla, Reinette Rouge D’Hiver Baumann, Rote Winterrenette) |                                                                | Zufallssämling                                                 | Um 1800 Belgien                                                                                 | | a, e, f, g (S. 189), h (Nr. 435, S. 487), j, m (Nr. 026, S. 1), o, p (S. 162)                            |
| Baumanns Rote Winterrenette | Siehe: Baumanns Renette                                        | Siehe: Baumanns Renette                                        | Siehe: Baumanns Renette                                                                         | Siehe: Baumanns Renette | Siehe: Baumanns Renette                                                                                  |
| Baumanns Winterrenette | Siehe: Baumanns Renette                                        | Siehe: Baumanns Renette                                        | Siehe: Baumanns Renette                                                                         | Siehe: Baumanns Renette | Siehe: Baumanns Renette                                                                                  |
| Bäumchens Apfel | Siehe: Bäumchesapfel                                           | Siehe: Bäumchesapfel                                           | Siehe: Bäumchesapfel                                                                            | Siehe: Bäumchesapfel | Siehe: Bäumchesapfel                                                                                     |
| Bäumchensapfel | Siehe: Bäumchesapfel                                           | Siehe: Bäumchesapfel                                           | Siehe: Bäumchesapfel                                                                            | Siehe: Bäumchesapfel | Siehe: Bäumchesapfel                                                                                     |
| Bäumchesapfel (oder: Bäumchens Apfel, Bäumchensapfel) |                                                                |                                                                |                                                                                                 | | h (Nr. 503, S. 556), r (S. 9)                                                                            |
| Bäumleapfel | Siehe: Brauner Matapfel                                        | Siehe: Brauner Matapfel                                        | Siehe: Brauner Matapfel                                                                         | Siehe: Brauner Matapfel | Siehe: Brauner Matapfel                                                                                  |
| Baunen |                                                                |                                                                |                                                                                                 | | f |
| Bavendorfer |                                                                |                                                                |                                                                                                 | | |
| Baxter |                                                                |                                                                |                                                                                                 | | e, f |
| Baxter’s Pearmain |                                                                |                                                                |                                                                                                 | | f |
| Bay |                                                                |                                                                |                                                                                                 | | |
| Bay 3484 | Siehe: Baya Marisa                                             | Siehe: Baya Marisa                                             | Siehe: Baya Marisa                                                                              | Siehe: Baya Marisa | Siehe: Baya Marisa                                                                                       |
| Bay 4029 | Siehe: Rubinella                                               | Siehe: Rubinella                                               | Siehe: Rubinella                                                                                | Siehe: Rubinella | Siehe: Rubinella                                                                                         |
| Bay 4069 | Siehe: Gräfin Goldach                                          | Siehe: Gräfin Goldach                                          | Siehe: Gräfin Goldach                                                                           | Siehe: Gräfin Goldach | Siehe: Gräfin Goldach                                                                                    |
| Bay 4146 | Siehe: Freiherr Von Hallberg                                   | Siehe: Freiherr Von Hallberg                                   | Siehe: Freiherr Von Hallberg                                                                    | Siehe: Freiherr Von Hallberg | Siehe: Freiherr Von Hallberg                                                                             |
| Bay 4210 | Siehe: Sonnenglanz                                             | Siehe: Sonnenglanz                                             | Siehe: Sonnenglanz                                                                              | Siehe: Sonnenglanz | Siehe: Sonnenglanz                                                                                       |
| Bay D’Or | Siehe: Goldzeugapfel                                           | Siehe: Goldzeugapfel                                           | Siehe: Goldzeugapfel                                                                            | Siehe: Goldzeugapfel | Siehe: Goldzeugapfel                                                                                     |
| Bay State |                                                                |                                                                |                                                                                                 | | |
| Baya Marisa (oder: Bay 3484) |                                                                | Weirouge x Zuchtklon 166                                       | Züchter: Michael Neumüller im Bayerischen Obstzentrum in Hallbergmoos                           | Beschreibung Genussreife: September bis Dezember. Erste rotfleischige Apfelsorte mit Tafelfruchtqualität. Allergikerfreundlich (Mal d1)!                       | a, o |
| Bayard |                                                                |                                                                |                                                                                                 | | |
| Bayerischer Brünnerling |                                                                |                                                                |                                                                                                 | | o |
| Bayhs Mostapfel |                                                                |                                                                |                                                                                                 | | j |
| Bayrischer Hasenkopf |                                                                |                                                                |                                                                                                 | | p (S. 163ff)                                                                                             |
| Beach |                                                                |                                                                |                                                                                                 | | |
| Beach Seedling |                                                                |                                                                |                                                                                                 | | f |
| Beacon |                                                                |                                                                | 1936 in Minnesota, USA                                                                          | | a, c, e, f, o                                                                                            |
| Beahm |                                                                |                                                                |                                                                                                 | | |
| Beau Jade |                                                                |                                                                |                                                                                                 | | e |
| Beau Rose |                                                                |                                                                |                                                                                                 | | e |
| Beautiful Arcade |                                                                |                                                                |                                                                                                 | | a, e |
| Beauty Of Australia |                                                                |                                                                |                                                                                                 | | |
| Beauty Of Bath | Siehe: Schöner Aus Bath                                        | Siehe: Schöner Aus Bath                                        | Siehe: Schöner Aus Bath                                                                         | Siehe: Schöner Aus Bath | Siehe: Schöner Aus Bath                                                                                  |
| Beauty Of Bedford |                                                                |                                                                | 1913 in Bedfordshire                                                                            | | b, f |
| Beauty Of Blackmoor |                                                                |                                                                |                                                                                                 | | f |
| Beauty Of Hampshire |                                                                |                                                                |                                                                                                 | | a |
| Beauty Of Hants |                                                                |                                                                |                                                                                                 | | f |
| Beauty Of Kent | Siehe: Schöner Aus Kent                                        | Siehe: Schöner Aus Kent                                        | Siehe: Schöner Aus Kent                                                                         | Siehe: Schöner Aus Kent | Siehe: Schöner Aus Kent                                                                                  |
| Beauty Of Merry |                                                                |                                                                |                                                                                                 | | r (S. 10)                                                                                                |
| Beauty Of Moray |                                                                |                                                                |                                                                                                 | | f |
| Beauty Of Stoke |                                                                |                                                                |                                                                                                 | | f |
| Beauty Of The West | Siehe: Schöner Aus Westland                                    | Siehe: Schöner Aus Westland                                    | Siehe: Schöner Aus Westland                                                                     | Siehe: Schöner Aus Westland | Siehe: Schöner Aus Westland                                                                              |
| Beauty Of Wales | Siehe: Roter Astrachan                                         | Siehe: Roter Astrachan                                         | Siehe: Roter Astrachan                                                                          | Siehe: Roter Astrachan | Siehe: Roter Astrachan                                                                                   |
| Beauty Of Wiltshire | Siehe: Schöner Aus Wiltshire                                   | Siehe: Schöner Aus Wiltshire                                   | Siehe: Schöner Aus Wiltshire                                                                    | Siehe: Schöner Aus Wiltshire | Siehe: Schöner Aus Wiltshire                                                                             |
| Bébé Rose |                                                                |                                                                |                                                                                                 | | f, g (S. 189)                                                                                            |
| Bec D’Oie |                                                                |                                                                |                                                                                                 | | f, o |
| Becherings Sämling |                                                                |                                                                |                                                                                                 | | h (Nr. 109, S. 123)                                                                                      |
| Bechtheimer (oder: Platter Rosenapfel) |                                                                |                                                                |                                                                                                 | | p (S. 166)                                                                                               |
| Beckers Küchenapfel |                                                                |                                                                |                                                                                                 | | r (S. 10)                                                                                                |
| Bedan |                                                                |                                                                |                                                                                                 | Herstellung von Cidre | |
| |                                                                |                                                                |                                                                                                 | | |
| Bédan-Des-Parts |                                                                |                                                                |                                                                                                 | | |
| Bedford Pippin |                                                                |                                                                | Vor 1913 in Bedfordshire                                                                        | | b, e |
| Bedford Red |                                                                |                                                                |                                                                                                 | | f |
| Bedford Spice |                                                                |                                                                |                                                                                                 | | |
| Bedfordshire Foundling | Siehe: Findling Aus Bedfordshire                               | Siehe: Findling Aus Bedfordshire                               | Siehe: Findling Aus Bedfordshire                                                                | Siehe: Findling Aus Bedfordshire | Siehe: Findling Aus Bedfordshire                                                                         |
| Bedminster Pippin |                                                                |                                                                |                                                                                                 | | f |
| Bedufteter Langstiel |                                                                |                                                                |                                                                                                 | | |
| Bedwyn Beauty |                                                                |                                                                |                                                                                                 | | f |
| Beecher’s Red Crab |                                                                |                                                                |                                                                                                 | | |
| Beefsteak |                                                                |                                                                |                                                                                                 | | |
| Beeley Pippin |                                                                |                                                                |                                                                                                 | | a, f |
| Beerbacher Taffetapfel |                                                                |                                                                |                                                                                                 | | j, o |
| Beffert |                                                                |                                                                |                                                                                                 | | o |
| Beforest |                                                                |                                                                |                                                                                                 | Winterapfel | |
| Begginger Glockenapfel |                                                                |                                                                |                                                                                                 | | o |
| Beignet |                                                                |                                                                |                                                                                                 | | o |
| Bel-El (oder Elstar Bel-El) |                                                                |                                                                | Mutant von Elstar                                                                               | | e, f |
| Belamour |                                                                |                                                                |                                                                                                 | | r (S. 10)                                                                                                |
| Belchard |                                                                |                                                                |                                                                                                 | | |
| Belfler Brabantskii | Siehe: Brabanter Bellefleur                                    | Siehe: Brabanter Bellefleur                                    | Siehe: Brabanter Bellefleur                                                                     | Siehe: Brabanter Bellefleur | Siehe: Brabanter Bellefleur                                                                              |
| Belfort |                                                                |                                                                |                                                                                                 | | m (Nr. 027, S. 1)                                                                                        |
| Belgica |                                                                |                                                                | Markteinführung 2008 in Belgien                                                                 | | f |
| Belgischer Ananasapfel |                                                                |                                                                |                                                                                                 | | h (Nr. 167, S. 188)                                                                                      |
| Belgischer Kurzstiel | Siehe: Königlicher Kurzstiel                                   | Siehe: Königlicher Kurzstiel                                   | Siehe: Königlicher Kurzstiel                                                                    | Siehe: Königlicher Kurzstiel | Siehe: Königlicher Kurzstiel                                                                             |
| Belgischer Schneeapfel |                                                                |                                                                |                                                                                                 | | h (Nr. 17, S. 20)                                                                                        |
| Belida |                                                                | Elstar x Idared                                                |                                                                                                 | | |
| Bellaqueeny |                                                                |                                                                |                                                                                                 | | f |
| Belle Cox |                                                                |                                                                |                                                                                                 | | e |
| Belle D’Avril |                                                                |                                                                |                                                                                                 | | o |
| Belle De Boskoop | Siehe: Schöner Aus Boskoop                                     | Siehe: Schöner Aus Boskoop                                     | Siehe: Schöner Aus Boskoop                                                                      | Siehe: Schöner Aus Boskoop | Siehe: Schöner Aus Boskoop                                                                               |
| Belle De Crollon |                                                                |                                                                |                                                                                                 | | e |
| Belle De Fontanette |                                                                |                                                                |                                                                                                 | | o |
| Belle De Flandres | Siehe: Brabanter Bellefleur                                    | Siehe: Brabanter Bellefleur                                    | Siehe: Brabanter Bellefleur                                                                     | Siehe: Brabanter Bellefleur | Siehe: Brabanter Bellefleur                                                                              |
| Belle De France |                                                                |                                                                |                                                                                                 | | f |
| Belle De Longue |                                                                |                                                                |                                                                                                 | | f |
| Belle De Magny | Siehe: Schöner Aus Magny                                       | Siehe: Schöner Aus Magny                                       | Siehe: Schöner Aus Magny                                                                        | Siehe: Schöner Aus Magny | Siehe: Schöner Aus Magny                                                                                 |
| Belle De Nordhausen | Siehe: Schöner Aus Nordhausen                                  | Siehe: Schöner Aus Nordhausen                                  | Siehe: Schöner Aus Nordhausen                                                                   | Siehe: Schöner Aus Nordhausen | Siehe: Schöner Aus Nordhausen                                                                            |
| Belle De Pissy |                                                                |                                                                |                                                                                                 | | |
| Belle De Pontoise | Siehe: Schöner Aus Pontoise                                    | Siehe: Schöner Aus Pontoise                                    | Siehe: Schöner Aus Pontoise                                                                     | Siehe: Schöner Aus Pontoise | Siehe: Schöner Aus Pontoise                                                                              |
| Belle De Tours |                                                                |                                                                |                                                                                                 | | f |
| Belle De Vennes |                                                                |                                                                |                                                                                                 | | |
| Belle Des Buits | Siehe: Schöner Aus Buits                                       | Siehe: Schöner Aus Buits                                       | Siehe: Schöner Aus Buits                                                                        | Siehe: Schöner Aus Buits | Siehe: Schöner Aus Buits                                                                                 |
| Belle Ente |                                                                |                                                                |                                                                                                 | | f |
| Belle Et Bonne | Siehe: Belle Et Bonne De Huy                                   | Siehe: Belle Et Bonne De Huy                                   | Siehe: Belle Et Bonne De Huy                                                                    | Siehe: Belle Et Bonne De Huy | Siehe: Belle Et Bonne De Huy                                                                             |
| Belle Et Bonne De Huy (oder: Belle Et Bonne) |                                                                |                                                                |                                                                                                 | | r (S. 10)                                                                                                |
| Belle Fille | Siehe: Graue Französische Renette                              | Siehe: Graue Französische Renette                              | Siehe: Graue Französische Renette                                                               | Siehe: Graue Französische Renette | Siehe: Graue Französische Renette                                                                        |
| Belle Fille De La Manche |                                                                |                                                                |                                                                                                 | | f |
| Belle Fille De La Manche |                                                                |                                                                |                                                                                                 | Herstellung von Cidre | |
| Belle Fille De L’Indre |                                                                |                                                                |                                                                                                 | | o |
| Belle Fille De Salins |                                                                |                                                                |                                                                                                 | | o |
| Belle Fille Normande |                                                                |                                                                |                                                                                                 | | f, o |
| Belle Flavoise | Siehe: Gelber Bellefleur                                       | Siehe: Gelber Bellefleur                                       | Siehe: Gelber Bellefleur                                                                        | Siehe: Gelber Bellefleur | Siehe: Gelber Bellefleur                                                                                 |
| Belle-Fleur (oder: Bellefleur) |                                                                |                                                                |                                                                                                 | | r (S. 10)                                                                                                |
| Belle-Fleur Bashkirskiy |                                                                |                                                                |                                                                                                 | | |
| Belle-Fleur Brabant | Siehe: Brabanter Bellefleur                                    | Siehe: Brabanter Bellefleur                                    | Siehe: Brabanter Bellefleur                                                                     | Siehe: Brabanter Bellefleur | Siehe: Brabanter Bellefleur                                                                              |
| Belle-Fleur Dachy | Siehe: Pomme Belle-Fleur Dachy                                 | Siehe: Pomme Belle-Fleur Dachy                                 | Siehe: Pomme Belle-Fleur Dachy                                                                  | Siehe: Pomme Belle-Fleur Dachy | Siehe: Pomme Belle-Fleur Dachy                                                                           |
| Belle-Fleur D’Automne | Siehe: Brabanter Bellefleur                                    | Siehe: Brabanter Bellefleur                                    | Siehe: Brabanter Bellefleur                                                                     | Siehe: Brabanter Bellefleur | Siehe: Brabanter Bellefleur                                                                              |
| Belle-Fleur De Brabant | Siehe: Brabanter Bellefleur                                    | Siehe: Brabanter Bellefleur                                    | Siehe: Brabanter Bellefleur                                                                     | Siehe: Brabanter Bellefleur | Siehe: Brabanter Bellefleur                                                                              |
| Belle-Fleur De France | Siehe: Langer Bellefleur                                       | Siehe: Langer Bellefleur                                       | Siehe: Langer Bellefleur                                                                        | Siehe: Langer Bellefleur | Siehe: Langer Bellefleur                                                                                 |
| Belle-Fleur De Saint-Benoit |                                                                |                                                                |                                                                                                 | | f |
| Belle-Fleur D’Hiver | Siehe: Brabanter Bellefleur                                    | Siehe: Brabanter Bellefleur                                    | Siehe: Brabanter Bellefleur                                                                     | Siehe: Brabanter Bellefleur | Siehe: Brabanter Bellefleur                                                                              |
| Belle-Fleur Double | Siehe: Langer Bellefleur                                       | Siehe: Langer Bellefleur                                       | Siehe: Langer Bellefleur                                                                        | Siehe: Langer Bellefleur | Siehe: Langer Bellefleur                                                                                 |
| Belle-Fleur Jaune | Siehe: Gelber Bellefleur                                       | Siehe: Gelber Bellefleur                                       | Siehe: Gelber Bellefleur                                                                        | Siehe: Gelber Bellefleur | Siehe: Gelber Bellefleur                                                                                 |
| Belle-Fleur Kitaika (oder: Bellefleur Kitaika, Bellefleur Kitajka) |                                                                |                                                                |                                                                                                 | | f, j, o, r (S. 10)                                                                                       |
| Belle-Fleur Krasny (oder: Bellefleur Krasnij, Bellefleur Krasnyi) |                                                                |                                                                |                                                                                                 | | f, j |
| Belle-Fleur Large Mouche (oder: Bellefleur Large Mouche) |                                                                |                                                                |                                                                                                 | | f, o, r (S. 10)                                                                                          |
| Belle-Fleur Simple | Siehe: Brabanter Bellefleur                                    | Siehe: Brabanter Bellefleur                                    | Siehe: Brabanter Bellefleur                                                                     | Siehe: Brabanter Bellefleur | Siehe: Brabanter Bellefleur                                                                              |
| Belle Imperiale |                                                                |                                                                |                                                                                                 | | e |
| Belle Joséphine |                                                                |                                                                |                                                                                                 | | o |
| Bellebio |                                                                |                                                                |                                                                                                 | | |
| Belledge Pippin |                                                                |                                                                |                                                                                                 | | f |
| Bellefleur | Siehe: Belle Fleur                                             | Siehe: Belle Fleur                                             | Siehe: Belle Fleur                                                                              | Siehe: Belle Fleur | Siehe: Belle Fleur                                                                                       |
| Bellefleur Brabandse Zure | Siehe: Brabanter Bellefleur                                    | Siehe: Brabanter Bellefleur                                    | Siehe: Brabanter Bellefleur                                                                     | Siehe: Brabanter Bellefleur | Siehe: Brabanter Bellefleur                                                                              |
| Bellefleur D’Argonne |                                                                |                                                                |                                                                                                 | | o |
| Bellefleur Kitaika | Siehe: Belle-Fleur Kitaika                                     | Siehe: Belle-Fleur Kitaika                                     | Siehe: Belle-Fleur Kitaika                                                                      | Siehe: Belle-Fleur Kitaika | Siehe: Belle-Fleur Kitaika                                                                               |
| Bellefleur Kitajka | Siehe: Belle-Fleur Kitaika                                     | Siehe: Belle-Fleur Kitaika                                     | Siehe: Belle-Fleur Kitaika                                                                      | Siehe: Belle-Fleur Kitaika | Siehe: Belle-Fleur Kitaika                                                                               |
| Bellefleur Krasnij | Siehe: Belle-Fleur Krasny                                      | Siehe: Belle-Fleur Krasny                                      | Siehe: Belle-Fleur Krasny                                                                       | Siehe: Belle-Fleur Krasny | Siehe: Belle-Fleur Krasny                                                                                |
| Bellefleur Krasnyi | Siehe: Belle-Fleur Krasny                                      | Siehe: Belle-Fleur Krasny                                      | Siehe: Belle-Fleur Krasny                                                                       | Siehe: Belle-Fleur Krasny | Siehe: Belle-Fleur Krasny                                                                                |
| Bellefleur Krasny | Siehe: Belle-Fleur Krasny                                      | Siehe: Belle-Fleur Krasny                                      | Siehe: Belle-Fleur Krasny                                                                       | Siehe: Belle-Fleur Krasny | Siehe: Belle-Fleur Krasny                                                                                |
| Bellefleur Large Mouche | Siehe: Belle Fleur Large Mouche                                | Siehe: Belle Fleur Large Mouche                                | Siehe: Belle Fleur Large Mouche                                                                 | Siehe: Belle Fleur Large Mouche | Siehe: Belle Fleur Large Mouche                                                                          |
| Bellefleur Rekord |                                                                |                                                                |                                                                                                 | | m (Nr. 028, S. 1)                                                                                        |
| Bellflower | Siehe: Gelber Bellefleur                                       | Siehe: Gelber Bellefleur                                       | Siehe: Gelber Bellefleur                                                                        | Siehe: Gelber Bellefleur | Siehe: Gelber Bellefleur                                                                                 |
| Bellida |                                                                |                                                                |                                                                                                 | | f |
| Belmac |                                                                |                                                                |                                                                                                 | | a |
| Belmont |                                                                |                                                                |                                                                                                 | | a |
| Belvoir Seedling |                                                                |                                                                |                                                                                                 | | f |
| Bemali |                                                                |                                                                |                                                                                                 | | e |
| Ben Capp |                                                                |                                                                |                                                                                                 | | |
| Ben Davis |                                                                |                                                                | Im Südosten der Vereinigten Staaten                                                             | | a, c, d, f, p (S. 167)                                                                                   |
| Ben Hur |                                                                |                                                                |                                                                                                 | | |
| Benders Apfel |                                                                |                                                                |                                                                                                 | | p (S. 168)                                                                                               |
| Benders Süßapfel | Siehe: Kloppenheimer Streifling                                | Siehe: Kloppenheimer Streifling                                | Siehe: Kloppenheimer Streifling                                                                 | Siehe: Kloppenheimer Streifling | Siehe: Kloppenheimer Streifling                                                                          |
| Bendetta |                                                                |                                                                |                                                                                                 | Beschreibung | h (Nr. 440, S. 492)                                                                                      |
| Bénédictin (oder: Bénédictin De Jumièges, Reinette Normande) |                                                                |                                                                |                                                                                                 | | o |
| Bénédictin De Jumièges | Siehe: Bénédictin                                              | Siehe: Bénédictin                                              | Siehe: Bénédictin                                                                               | Siehe: Bénédictin | Siehe: Bénédictin                                                                                        |
| Benenden Early |                                                                |                                                                |                                                                                                 | | f |
| Benet Blanc |                                                                |                                                                |                                                                                                 | | e |
| Benham |                                                                |                                                                |                                                                                                 | | e |
| Benham Brown |                                                                |                                                                |                                                                                                 | | |
| Beni Shogun |                                                                | Sport von Fuji                                                 |                                                                                                 | | |
| Benifuji |                                                                |                                                                |                                                                                                 | | e |
| Beninanako |                                                                |                                                                |                                                                                                 | | |
| Bennett |                                                                |                                                                |                                                                                                 | | |
| Benoni |                                                                |                                                                |                                                                                                 | | a, f, g (S. 191), j, m (Nr. 029, S. 1), o                                                                |
| Ben’s Red |                                                                |                                                                |                                                                                                 | | f |
| Benseman’s Seedling |                                                                |                                                                |                                                                                                 | | e, f |
| Bentlebener Rosenapfel | Siehe: Danziger Kantapfel                                      | Siehe: Danziger Kantapfel                                      | Siehe: Danziger Kantapfel                                                                       | Siehe: Danziger Kantapfel | Siehe: Danziger Kantapfel                                                                                |
| Bentleber Rosenapfel | Siehe: Danziger Kantapfel                                      | Siehe: Danziger Kantapfel                                      | Siehe: Danziger Kantapfel                                                                       | Siehe: Danziger Kantapfel | Siehe: Danziger Kantapfel                                                                                |
| Bentley Sweet |                                                                |                                                                |                                                                                                 | | |
| Béraud |                                                                |                                                                |                                                                                                 | | |
| Bereczki Mate |                                                                |                                                                |                                                                                                 | | f |
| Beregi Sóvári |                                                                |                                                                |                                                                                                 | | e, f, g (S. 191)                                                                                         |
| Bergamot | Siehe: Antonowka                                               | Siehe: Antonowka                                               | Siehe: Antonowka                                                                                | Siehe: Antonowka | Siehe: Antonowka                                                                                         |
| Bergener Backapfel |                                                                |                                                                |                                                                                                 | | p (S. 169)                                                                                               |
| Bergerac |                                                                |                                                                |                                                                                                 | | |
| Bergerner Weinling | Siehe: Limonen-Renette                                         | Siehe: Limonen-Renette                                         | Siehe: Limonen-Renette                                                                          | Siehe: Limonen-Renette | Siehe: Limonen-Renette                                                                                   |
| Bergische Schafsnase |                                                                |                                                                | 18. Jahrhundert, Bergisches Land                                                                | | |
| Bergischer Herrenapfel |                                                                |                                                                | Um 1900 in Rösrath, Bergisches Land                                                             | | |
| Berglander | Siehe: Bergländer                                              | Siehe: Bergländer                                              | Siehe: Bergländer                                                                               | Siehe: Bergländer | Siehe: Bergländer                                                                                        |
| Bergländer (Berglander) |                                                                |                                                                |                                                                                                 | | o, r (S. 11)                                                                                             |
| Bergvik (oder: Bergviksäpple) |                                                                |                                                                | Provinz Hälsingland, Schweden                                                                   | | |
| Bergviksäpple | Siehe: Bergvik                                                 | Siehe: Bergvik                                                 | Siehe: Bergvik                                                                                  | Siehe: Bergvik | Siehe: Bergvik                                                                                           |
| Berkaer Reifling (oder: Sdhbfs 04) |                                                                |                                                                |                                                                                                 | | r (S. 11)                                                                                                |
| Berkaer Rosenapfel |                                                                |                                                                |                                                                                                 | | r (S. 11)                                                                                                |
| Berkaer Sommerapfel |                                                                |                                                                |                                                                                                 | | r (S. 11)                                                                                                |
| Berkaer Wachsapfel |                                                                |                                                                |                                                                                                 | | r (S. 11)                                                                                                |
| Berkersheimer Roter |                                                                |                                                                |                                                                                                 | | j, o |
| Berleis |                                                                | Roter Berlepsch × Roter Eiserapfel                             | Züchter: Matthias Markl aus Weilheim am Bodensee. 2008 als Sorte vom Bundessortenamt anerkannt. | Schale: grüngelb und rot. Fleisch: cremefarben und fest. Geschmack: süß-säuerlich. Ernte: Mitte Oktober. Lagerfähig bis Mai. Wenig anfällig gegen Krankheiten. | o |
| Berlepsch (oder: Baron De Berlepsch, Freiherr Von Berlepsch, Goldrenette Freiherr Von Berlepsch, Hohenzollernapfel, Von Berlepsch Goldreinette) |                                                                | Ananasrenette × Ribston Pepping                                | 1880 in Grevenbroich. Züchter: Diedrich Uhlhorn junior                                          | | f, g (S. 214), j, o, p (S. 653)                                                                          |
| Berliner | Siehe: Prinzenapfel                                            | Siehe: Prinzenapfel                                            | Siehe: Prinzenapfel                                                                             | Siehe: Prinzenapfel | Siehe: Prinzenapfel                                                                                      |
| Berliner Schafnase (oder: Berliner Schlotterapfel, Kelsterbacher Roter, Leichter Matapfel, Ruhm Aus Kelsterbach, Schafsnase) |                                                                |                                                                | unbekannt, Preußen                                                                              | Alte Sorte. Der Ruhm Aus Kelsterbach war 2018 Hessische Lokalsorte.                                                                                            | h (Nr. 82, S. 91), j, o, p (S. 581f)                                                                     |
| Berliner Schlotterapfel | Siehe: Berliner Schafnase                                      | Siehe: Berliner Schafnase                                      | Siehe: Berliner Schafnase                                                                       | Siehe: Berliner Schafnase | Siehe: Berliner Schafnase                                                                                |
| Berlon |                                                                |                                                                |                                                                                                 | | j |
| Berna |                                                                |                                                                |                                                                                                 | | f |
| Berne Rose | Siehe: Berner Rosenapfel                                       | Siehe: Berner Rosenapfel                                       | Siehe: Berner Rosenapfel                                                                        | Siehe: Berner Rosenapfel | Siehe: Berner Rosenapfel                                                                                 |
| Bernecker |                                                                |                                                                |                                                                                                 | | r (S. 12)                                                                                                |
| Bernède |                                                                |                                                                |                                                                                                 | | r (S. 12)                                                                                                |
| Berner Rosen | Siehe: Berner Rosenapfel                                       | Siehe: Berner Rosenapfel                                       | Siehe: Berner Rosenapfel                                                                        | Siehe: Berner Rosenapfel | Siehe: Berner Rosenapfel                                                                                 |
| Berner Rosenapfel (oder: Berne Rose, Berner Rosen, Neuer Berner Rosenapfel) |                                                                | Zufallssämling                                                 | 1888 Kanton Bern, Schweiz                                                                       | Beschreibung | a, e, f, j, o, p (S. 170)                                                                                |
| Bernhardiner |                                                                |                                                                |                                                                                                 | | r (S. 12)                                                                                                |
| Bernhardzeller |                                                                |                                                                |                                                                                                 | | o |
| Berry Red |                                                                |                                                                |                                                                                                 | | |
| Bess Pool |                                                                |                                                                |                                                                                                 | | a, e, f, o                                                                                               |
| Bessemânka Mičurinskaâ | Siehe: Bessemyanka Michurina                                   | Siehe: Bessemyanka Michurina                                   | Siehe: Bessemyanka Michurina                                                                    | Siehe: Bessemyanka Michurina | Siehe: Bessemyanka Michurina                                                                             |
| Bessemjanka Mitschurinskaja | Siehe: Bessemyanka Michurina                                   | Siehe: Bessemyanka Michurina                                   | Siehe: Bessemyanka Michurina                                                                    | Siehe: Bessemyanka Michurina | Siehe: Bessemyanka Michurina                                                                             |
| Bessemyanka Michurina (oder: Bessemânka Mičurinskaâ, Bessemjanka Mitschurinskaja) |                                                                |                                                                |                                                                                                 | | f, j |
| Bethel |                                                                |                                                                |                                                                                                 | | |
| Bethlemite |                                                                |                                                                |                                                                                                 | | |
| Betsey |                                                                |                                                                |                                                                                                 | | f |
| Betty |                                                                |                                                                |                                                                                                 | | r (S. 12)                                                                                                |
| Betty Geeson |                                                                |                                                                |                                                                                                 | | f |
| Betzinger Grünapfel |                                                                |                                                                |                                                                                                 | | j |
| Beuken | Siehe: Boikenapfel                                             | Siehe: Boikenapfel                                             | Siehe: Boikenapfel                                                                              | Siehe: Boikenapfel | Siehe: Boikenapfel                                                                                       |
| Beurrière |                                                                |                                                                |                                                                                                 | | f |
| Beutchin |                                                                |                                                                |                                                                                                 | | o |
| Beutelsbacher Rambour |                                                                |                                                                |                                                                                                 | | j |
| Beutelsbacher Renette |                                                                |                                                                |                                                                                                 | | o |
| Beverley Pippin |                                                                |                                                                |                                                                                                 | | a |
| Beverly |                                                                |                                                                |                                                                                                 | | e |
| Beverly Hills |                                                                |                                                                | 1997 in California, USA                                                                         | | a, c, f, g (S. 192)                                                                                      |
| Bf 11 | Siehe: Dr. Schuricht                                           | Siehe: Dr. Schuricht                                           | Siehe: Dr. Schuricht                                                                            | Siehe: Dr. Schuricht | Siehe: Dr. Schuricht                                                                                     |
| Bf 21 | Siehe: Arnsburger Streifling                                   | Siehe: Arnsburger Streifling                                   | Siehe: Arnsburger Streifling                                                                    | Siehe: Arnsburger Streifling | Siehe: Arnsburger Streifling                                                                             |
| Bfpz 01 | Siehe: Frankenhisser Bananenapfel                              | Siehe: Frankenhisser Bananenapfel                              | Siehe: Frankenhisser Bananenapfel                                                               | Siehe: Frankenhisser Bananenapfel | Siehe: Frankenhisser Bananenapfel                                                                        |
| Bfpz 02 | Siehe: Frankenhäuser Zitronenapfel                             | Siehe: Frankenhäuser Zitronenapfel                             | Siehe: Frankenhäuser Zitronenapfel                                                              | Siehe: Frankenhäuser Zitronenapfel | Siehe: Frankenhäuser Zitronenapfel                                                                       |
| Bfpz 03 | Siehe: Frankenhäuser Goldstück                                 | Siehe: Frankenhäuser Goldstück                                 | Siehe: Frankenhäuser Goldstück                                                                  | Siehe: Frankenhäuser Goldstück | Siehe: Frankenhäuser Goldstück                                                                           |
| Bf 03 | Siehe: Frankenhisser Winterstreifling                          | Siehe: Frankenhisser Winterstreifling                          | Siehe: Frankenhisser Winterstreifling                                                           | Siehe: Frankenhisser Winterstreifling | Siehe: Frankenhisser Winterstreifling                                                                    |
| Bf 05 | Siehe: Frankenhisser Müntzerapfel                              | Siehe: Frankenhisser Müntzerapfel                              | Siehe: Frankenhisser Müntzerapfel                                                               | Siehe: Frankenhisser Müntzerapfel | Siehe: Frankenhisser Müntzerapfel                                                                        |
| Bf 16 | Siehe: Frankenhisser Renette                                   | Siehe: Frankenhisser Renette                                   | Siehe: Frankenhisser Renette                                                                    | Siehe: Frankenhisser Renette | Siehe: Frankenhisser Renette                                                                             |
| Bf 19 | Siehe: Frankenhisser Winterapfel                               | Siehe: Frankenhisser Winterapfel                               | Siehe: Frankenhisser Winterapfel                                                                | Siehe: Frankenhisser Winterapfel | Siehe: Frankenhisser Winterapfel                                                                         |
| Bibers Renette |                                                                |                                                                |                                                                                                 | | r (S. 12)                                                                                                |
| Biebericher Weinapfel |                                                                |                                                                |                                                                                                 | | r (S. 12)                                                                                                |
| Bielaar |                                                                |                                                                |                                                                                                 | | f |
| Bieling | Siehe: Schöner Aus Boskoop                                     | Siehe: Schöner Aus Boskoop                                     | Siehe: Schöner Aus Boskoop                                                                      | Siehe: Schöner Aus Boskoop | Siehe: Schöner Aus Boskoop                                                                               |
| Bielo Borodowka |                                                                |                                                                |                                                                                                 | | r (S. 12)                                                                                                |
| Bielorussky Sinap |                                                                |                                                                |                                                                                                 | | o |
| Biesterfelder Renette |                                                                | Zufallssämling                                                 | 1905 Schloss Biesterfeld bei Bad Pyrmont                                                        | | f, j, m (Nr. 030, S. 1), o, p (S. 171f)                                                                  |
| Bietigheimer |                                                                |                                                                |                                                                                                 | | f |
| Bigg’s Nonsuch |                                                                |                                                                |                                                                                                 | | f |
| Bigupp |                                                                |                                                                |                                                                                                 | | |
| Bihorel-Renette |                                                                |                                                                |                                                                                                 | | o |
| Billie Bound |                                                                |                                                                |                                                                                                 | | a |
| Billinge (oder: Billingeäpple) |                                                                |                                                                | Gärtnerei Däldernas in Skövde, Schweden                                                         | | |
| Billingeäpple | Siehe: Billinge                                                | Siehe: Billinge                                                | Siehe: Billinge                                                                                 | Siehe: Billinge | Siehe: Billinge                                                                                          |
| Binet Blanc |                                                                |                                                                |                                                                                                 | Herstellung von Cidre | |
| Binet Rouge |                                                                |                                                                |                                                                                                 | Herstellung von Cidre | a |
| Binet Violet |                                                                |                                                                |                                                                                                 | Herstellung von Cidre | |
| Bionda Bella |                                                                |                                                                |                                                                                                 | Beschreibung | |
| Bionda Marilyn |                                                                |                                                                |                                                                                                 | Beschreibung | |
| Bionda Patrizia |                                                                |                                                                |                                                                                                 | Beschreibung | |
| Birgit Bonnier |                                                                |                                                                | in Schweden                                                                                     | | c, f |
| Birkenfelder Rotapfel | Siehe: Birkenfelder Rotäpfelchen                               | Siehe: Birkenfelder Rotäpfelchen                               | Siehe: Birkenfelder Rotäpfelchen                                                                | Siehe: Birkenfelder Rotäpfelchen | Siehe: Birkenfelder Rotäpfelchen                                                                         |
| Birkenfelder Rotäpfelchen (oder: Birkenfelder Rotapfel) |                                                                |                                                                |                                                                                                 | Sortenbeschreibung | o |
| Birnapfel |                                                                |                                                                |                                                                                                 | | r (S. 12)                                                                                                |
| Birnförmiger Apfel |                                                                |                                                                |                                                                                                 | Sortenbeschreibung | h (Nr. 469, S. 521), j, m (Nr. 031, S. 1), o r (S. 12)                                                   |
| Bisbee |                                                                |                                                                |                                                                                                 | | e |
| Bischofshut |                                                                |                                                                |                                                                                                 | | j, o |
| Bischofsmütze | Siehe: Geflammter Kardinal                                     | Siehe: Geflammter Kardinal                                     | Siehe: Geflammter Kardinal                                                                      | Siehe: Geflammter Kardinal | Siehe: Geflammter Kardinal                                                                               |
| Bischofsmütze nach Zorn |                                                                |                                                                |                                                                                                 | | j, p (S. 173f)                                                                                           |
| Bischofsrenette |                                                                |                                                                |                                                                                                 | | r (S. 13)                                                                                                |
| Bismarck | Siehe: Bismarckapfel                                           | Siehe: Bismarckapfel                                           | Siehe: Bismarckapfel                                                                            | Siehe: Bismarckapfel | Siehe: Bismarckapfel                                                                                     |
| Bismarckapfel (oder: Bismarck, Prince Bismarck) |                                                                | Zufallssämling                                                 | 1870 Bismarck, Tasmanien                                                                        | | a, c, f, j, m (Nr. 033, S. 1), o                                                                         |
| Bisquet |                                                                |                                                                |                                                                                                 | Herstellung von Cidre | |
| Bittenfelder (oder: Bittenfelder Sämling) |                                                                | Zufallssämling                                                 |                                                                                                 | | j, o |
| Bittenfelder Sämling | Siehe: Bittenfelder                                            | Siehe: Bittenfelder                                            | Siehe: Bittenfelder                                                                             | Siehe: Bittenfelder | Siehe: Bittenfelder                                                                                      |
| Bitter Pit |                                                                |                                                                |                                                                                                 | | |
| Bjelorusski Sinap |                                                                |                                                                |                                                                                                 | | j |
| Black Amish |                                                                |                                                                |                                                                                                 | | a |
| Black Annette |                                                                |                                                                |                                                                                                 | | |
| Black Ben Davis |                                                                |                                                                |                                                                                                 | | f |
| Black Dabinett |                                                                |                                                                |                                                                                                 | | f |
| Black Diamond | Siehe: Schwarzer Diamant                                       | Siehe: Schwarzer Diamant                                       | Siehe: Schwarzer Diamant                                                                        | Siehe: Schwarzer Diamant | Siehe: Schwarzer Diamant                                                                                 |
| Black Gilliflower |                                                                |                                                                |                                                                                                 | | a, d |
| Black Lady Apple | Siehe: Schwarzer Api                                           | Siehe: Schwarzer Api                                           | Siehe: Schwarzer Api                                                                            | Siehe: Schwarzer Api | Siehe: Schwarzer Api                                                                                     |
| Black Mcintosh (oder: Mcintosh Black) |                                                                | Mcintosh × unbekannt                                           |                                                                                                 | | e, f |
| Black Mickey |                                                                | Mcintosh × unbekannt                                           |                                                                                                 | | f |
| Black Oxford |                                                                |                                                                |                                                                                                 | | a, e |
| Black Pippin |                                                                |                                                                |                                                                                                 | | p (S. 175)                                                                                               |
| Black Twig |                                                                |                                                                |                                                                                                 | | |
| Black Vallis |                                                                |                                                                |                                                                                                 | | f |
| Blackjon |                                                                |                                                                |                                                                                                 | | a, f |
| Blackmack (oder: Mcintosh Blackmack) |                                                                |                                                                |                                                                                                 | | g (S. 241)                                                                                               |
| Blackmoor’s Upright |                                                                |                                                                |                                                                                                 | | f |
| Blackstayman | Siehe: Stayman Winesap                                         | Siehe: Stayman Winesap                                         | Siehe: Stayman Winesap                                                                          | Siehe: Stayman Winesap | Siehe: Stayman Winesap                                                                                   |
| Blacktwig |                                                                |                                                                |                                                                                                 | | a |
| Blahas Orangenrenette (oder: Blahova Oranzova Renata, Blahova Reneta) |                                                                |                                                                |                                                                                                 | | f, r (S. 13)                                                                                             |
| Blahova Oranzova Renata | Siehe: Blahas Orangenrenette                                   | Siehe: Blahas Orangenrenette                                   | Siehe: Blahas Orangenrenette                                                                    | Siehe: Blahas Orangenrenette | Siehe: Blahas Orangenrenette                                                                             |
| Blahova Reneta | Siehe: Blahas Orangenrenette                                   | Siehe: Blahas Orangenrenette                                   | Siehe: Blahas Orangenrenette                                                                    | Siehe: Blahas Orangenrenette | Siehe: Blahas Orangenrenette                                                                             |
| Blahova Ruzena |                                                                |                                                                |                                                                                                 | | e |
| Blairmont |                                                                |                                                                |                                                                                                 | | e |
| Blanc-Duriau | Siehe: Blandurel                                               | Siehe: Blandurel                                               | Siehe: Blandurel                                                                                | Siehe: Blandurel | Siehe: Blandurel                                                                                         |
| Blanc Sur |                                                                |                                                                |                                                                                                 | Herstellung von Cidre | f |
| Blanc Vert |                                                                |                                                                |                                                                                                 | | |
| Blanchet |                                                                |                                                                |                                                                                                 | Herstellung von Cidre | |
| Blandurel (oder: Blanc-Duriau) |                                                                |                                                                | Um 1280 von Frankreich nach England eingeführt                                                  | Historische Sorte | g (S. 38)                                                                                                |
| Blandurette (oder: Blandurette (Corrèze)) |                                                                |                                                                |                                                                                                 | Beschreibung | f, g (S. 192)                                                                                            |
| Blandurette (Corrèze) | Siehe: Blandurette                                             | Siehe: Blandurette                                             | Siehe: Blandurette                                                                              | Siehe: Blandurette | Siehe: Blandurette                                                                                       |
| Blanik |                                                                |                                                                |                                                                                                 | | j |
| Blanker Apfel |                                                                |                                                                |                                                                                                 | | o |
| Blauacher | Siehe: Blauacher Wädenswil                                     | Siehe: Blauacher Wädenswil                                     | Siehe: Blauacher Wädenswil                                                                      | Siehe: Blauacher Wädenswil | Siehe: Blauacher Wädenswil                                                                               |
| Blauacher Hessenreuter |                                                                |                                                                |                                                                                                 | | o |
| Blauacher Sämling | Siehe: Blauacher Wädenswil                                     | Siehe: Blauacher Wädenswil                                     | Siehe: Blauacher Wädenswil                                                                      | Siehe: Blauacher Wädenswil | Siehe: Blauacher Wädenswil                                                                               |
| Blauacher Wädenswil (oder: Blauacher, Blauacher Sämling) |                                                                |                                                                | 1968 in Landschlacht, Thurgau                                                                   | Mostapfelsorte | e, j, o                                                                                                  |
| Blauapfel |                                                                |                                                                |                                                                                                 | | r (S. 13)                                                                                                |
| Blauensteiners Spitzapfel |                                                                |                                                                |                                                                                                 | | o |
| Blauer Hammelstaler |                                                                |                                                                |                                                                                                 | | r (S. 13)                                                                                                |
| Blauer Kölner |                                                                |                                                                | 1895 von Diedrich Uhlhorn Junior, Grevenbroich                                                  | süß-aromatischer und kräftig gefärbter Tafelapfel | |
| Blauroter Matapfel |                                                                |                                                                |                                                                                                 | Benannt durch Richard Zorn. | p (S. 176)                                                                                               |
| Blauschwanz | Siehe: Kleiner Langstiel                                       | Siehe: Kleiner Langstiel                                       | Siehe: Kleiner Langstiel                                                                        | Siehe: Kleiner Langstiel | Siehe: Kleiner Langstiel                                                                                 |
| Blaxtayman |                                                                |                                                                |                                                                                                 | | f |
| Blaze |                                                                |                                                                |                                                                                                 | | f |
| Bleichapfel |                                                                |                                                                |                                                                                                 | | p (S. 177)                                                                                               |
| Blenheim (oder: Blenheim Orange, Blenheim Pippin, Blenheimer Goldrenette, Blenheimer Renette, Goldrenette Aus Blenheim, Goldrenette Von Blenheim, Kempster’s Pippin, Northwick Pippin, Pomme De Blenheim, Woodstock Pippin) |                                                                | Zufallssämling                                                 | Um 1740 oder um 1800 in Blenheim Palace, England                                                | Sortenbeschreibung | a, c, f, h (Nr. 514, S. 571), j, o, p (S. 337f)                                                          |
| Blenheim Orange | Siehe: Blenheim                                                | Siehe: Blenheim                                                | Siehe: Blenheim                                                                                 | Siehe: Blenheim | Siehe: Blenheim                                                                                          |
| Blenheim Pippin | Siehe: Blenheim                                                | Siehe: Blenheim                                                | Siehe: Blenheim                                                                                 | Siehe: Blenheim | Siehe: Blenheim                                                                                          |
| Blenheimer Goldrenette | Siehe: Blenheim                                                | Siehe: Blenheim                                                | Siehe: Blenheim                                                                                 | Siehe: Blenheim | Siehe: Blenheim                                                                                          |
| Blenheimer Renette | Siehe: Blenheim                                                | Siehe: Blenheim                                                | Siehe: Blenheim                                                                                 | Siehe: Blenheim | Siehe: Blenheim                                                                                          |
| Blenkens Goldrenette |                                                                |                                                                |                                                                                                 | | m (Nr. 034, S. 1)                                                                                        |
| Bll |                                                                |                                                                |                                                                                                 | | e |
| Blondy, Blondi |                                                                |                                                                |                                                                                                 | | |
| Bloody Butcher |                                                                |                                                                |                                                                                                 | | f |
| Bloody Ploughman |                                                                |                                                                | Um 1800 in Carse of Gowrie, Schottland                                                          | | a, c, f                                                                                                  |
| Blue Pearmain |                                                                |                                                                |                                                                                                 | | a, d, f                                                                                                  |
| Bluemoon |                                                                |                                                                |                                                                                                 | | o |
| Blumberger Langstiel |                                                                |                                                                |                                                                                                 | | j, o |
| Blumenkalvill | Siehe: Gelber Bellefleur, Gravensteiner                        | Siehe: Gelber Bellefleur, Gravensteiner                        | Siehe: Gelber Bellefleur, Gravensteiner                                                         | Siehe: Gelber Bellefleur, Gravensteiner | Siehe: Gelber Bellefleur, Gravensteiner                                                                  |
| Blush June |                                                                |                                                                |                                                                                                 | | a |
| Blushing Golden |                                                                |                                                                |                                                                                                 | | a, e, f                                                                                                  |
| Blutapfel (oder: Pomme Sanguinole, Purpurapfel) |                                                                |                                                                |                                                                                                 | | h (Nr. 651, S. 723), j, o, p (S. 178)                                                                    |
| Blutrote Rheinische Renette (oder: Reinette Sanguine Du Rhin) |                                                                |                                                                |                                                                                                 | | f, h (Nr. 492, S. 545), p (S. 179)                                                                       |
| Blutroter Cardinal | Siehe: Blutroter Kardinal                                      | Siehe: Blutroter Kardinal                                      | Siehe: Blutroter Kardinal                                                                       | Siehe: Blutroter Kardinal | Siehe: Blutroter Kardinal                                                                                |
| Blutroter Gravensteiner |                                                                | Mutation von Gravensteiner                                     |                                                                                                 | | |
| Blutroter Kardinal (oder: Blutroter Cardinal) |                                                                |                                                                |                                                                                                 | | h (Nr. 285, S. 318), m (Nr. 036, S. 1), p (S. 180)                                                       |
| Blutroter Säuerling |                                                                |                                                                |                                                                                                 | | r (S. 14)                                                                                                |
| Blutroter Weinapfel |                                                                |                                                                |                                                                                                 | Benannt durch Richard Zorn. | p (S. 174)                                                                                               |
| Böbling | Siehe: Böblinger Straßenapfel                                  | Siehe: Böblinger Straßenapfel                                  | Siehe: Böblinger Straßenapfel                                                                   | Siehe: Böblinger Straßenapfel | Siehe: Böblinger Straßenapfel                                                                            |
| Böblinger Apfel | Siehe: Böblinger Straßenapfel                                  | Siehe: Böblinger Straßenapfel                                  | Siehe: Böblinger Straßenapfel                                                                   | Siehe: Böblinger Straßenapfel | Siehe: Böblinger Straßenapfel                                                                            |
| Böblinger Straßenapfel (oder: Böbling, Böblinger Apfel) |                                                                |                                                                |                                                                                                 | | j, o |
| Bockenhusen |                                                                |                                                                |                                                                                                 | | j |
| Bodenfelder Renette |                                                                |                                                                |                                                                                                 | | h (Nr. 382, S. 430), o                                                                                   |
| Bodensee-Rambur |                                                                |                                                                |                                                                                                 | | o |
| Bödikers Gold-Renette (oder: Bödikers Goldrenette) |                                                                |                                                                |                                                                                                 | | f, h (Nr. 508, S. 565)                                                                                   |
| Bödikers Goldrenette | Siehe: Bödikers Gold-Renette                                   | Siehe: Bödikers Gold-Renette                                   | Siehe: Bödikers Gold-Renette                                                                    | Siehe: Bödikers Gold-Renette | Siehe: Bödikers Gold-Renette                                                                             |
| Bödikers Wildling |                                                                |                                                                |                                                                                                 | | r (S. 14)                                                                                                |
| Bodil Neergaard |                                                                |                                                                |                                                                                                 | | e, f, o                                                                                                  |
| Bodo (oder: Wo 04) |                                                                |                                                                |                                                                                                 | | r (S. 14)                                                                                                |
| Boerekamp | Siehe: Elstar Boerekamp                                        | Siehe: Elstar Boerekamp                                        | Siehe: Elstar Boerekamp                                                                         | Siehe: Elstar Boerekamp | Siehe: Elstar Boerekamp                                                                                  |
| Bogatir | Siehe: Bogatyr                                                 | Siehe: Bogatyr                                                 | Siehe: Bogatyr                                                                                  | Siehe: Bogatyr | Siehe: Bogatyr                                                                                           |
| Bogatyr (oder: Bogatir) |                                                                |                                                                | 1927 in Mitschurinsk, Russland                                                                  | Züchter: S. Chernenko | r (S. 14)                                                                                                |
| Boghs Zitronenapfel |                                                                |                                                                |                                                                                                 | | m (Nr. 037, S. 1)                                                                                        |
| Bohemia |                                                                | Rubin × Unbekannt                                              |                                                                                                 | | f, g (S. 264)                                                                                            |
| Bohemia Gold |                                                                |                                                                |                                                                                                 | | o |
| Böhmer (oder: Edel-Böhmer, Edelböhmer, Pomme Passe-Böhmer) |                                                                |                                                                |                                                                                                 | | h (Nr. 205, S. 227), o                                                                                   |
| Böhmer Cox (oder: Zlatka) |                                                                |                                                                |                                                                                                 | | j, o, r (S. 15)                                                                                          |
| Böhmer Maschkanzker |                                                                |                                                                |                                                                                                 | | o |
| Böhmischer Borsdorfer |                                                                |                                                                |                                                                                                 | Beschreibung | |
| Böhmischer Brünnerling |                                                                |                                                                |                                                                                                 | | m (Nr. 038, S. 1)                                                                                        |
| Böhmischer Gelber Scheibenapfel |                                                                |                                                                |                                                                                                 | | r (S. 15)                                                                                                |
| Böhmischer Leckerbissen |                                                                |                                                                |                                                                                                 | | r (S. 15)                                                                                                |
| Böhmischer Rosenapfel (oder: Großer Böhmischer Rosenapfel) |                                                                |                                                                |                                                                                                 | | h (Nr. 197, S. 219), m (Nr. 039, S. 1), o                                                                |
| Böhmischer Roter Jungfernapfel (oder: Altenstädter Roter, Christofsker, Chrysofsker Winterapfel, Panenské, Roter Jungfernapfel, Weihnachtsäpfelchen) |                                                                |                                                                |                                                                                                 | Beschreibung | h (Nr. 216, S. 238), j, o                                                                                |
| Böhmischer Winterrambour |                                                                |                                                                |                                                                                                 | Benannt durch Richard Zorn. | p (S. 182)                                                                                               |
| Bohnapfel (oder: Anhänger, Glöckleapfel, Großer Bohnapfel, Großer Rheinischer Bohnapfel, Rabiner, Rheinischer Bohnapfel, Schafskopf, Strömapfel, Weinapfel, Weißer Bohnapfel, Zimmermännle) |                                                                | Zufallssämling                                                 | Um 1775, Neuwieder Becken                                                                       | Beschreibung | f; h (Nr. 611, S. 678), j, o, p (S. 349)                                                                 |
| Boiken | Siehe: Boikenapfel                                             | Siehe: Boikenapfel                                             | Siehe: Boikenapfel                                                                              | Siehe: Boikenapfel | Siehe: Boikenapfel                                                                                       |
| Boikenapfel (oder: Beuken, Boiken, Echter Boiken, Neuhäuser; Neuhäuser Boiken; Neuhäuser Boikenapfel) |                                                                |                                                                | 1828 Bremen                                                                                     | | f, h (Nr. 94, S. 108), j, m (Nr. 040, S. 1), o, p (S. 183, 495), r (S. 15)                               |
| Boisbunels Calvill | Siehe: Boisbunels Kalvill                                      | Siehe: Boisbunels Kalvill                                      | Siehe: Boisbunels Kalvill                                                                       | Siehe: Boisbunels Kalvill | Siehe: Boisbunels Kalvill                                                                                |
| Boisbunels Kalvill (oder: Boisbunels Calvill) |                                                                |                                                                |                                                                                                 | | h (Nr. 46, S. 51), r (S. 15)                                                                             |
| Bolchapfel | Siehe: Rheinischer Winterrambur                                | Siehe: Rheinischer Winterrambur                                | Siehe: Rheinischer Winterrambur                                                                 | Siehe: Rheinischer Winterrambur | Siehe: Rheinischer Winterrambur                                                                          |
| Bolero | Siehe: Tuscan                                                  | Siehe: Tuscan                                                  | Siehe: Tuscan                                                                                   | Siehe: Tuscan | Siehe: Tuscan                                                                                            |
| Bolierapfel |                                                                |                                                                |                                                                                                 | | o |
| Bollenapfel | Siehe: Api                                                     | Siehe: Api                                                     | Siehe: Api                                                                                      | Siehe: Api | Siehe: Api                                                                                               |
| Bölleöpfel | Siehe: Api                                                     | Siehe: Api                                                     | Siehe: Api                                                                                      | Siehe: Api | Siehe: Api                                                                                               |
| Boller Mcintosh (oder: Mcintosh Boller) |                                                                | Mcintosh × unbekannt                                           |                                                                                                 | | e |
| Bombe |                                                                |                                                                |                                                                                                 | | o |
| Bon Père |                                                                |                                                                |                                                                                                 | | o |
| Bon Pommier | Siehe: Brabanter Bellefleur                                    | Siehe: Brabanter Bellefleur                                    | Siehe: Brabanter Bellefleur                                                                     | Siehe: Brabanter Bellefleur | Siehe: Brabanter Bellefleur                                                                              |
| Bon Pommier D’Automne | Siehe: Brabanter Bellefleur                                    | Siehe: Brabanter Bellefleur                                    | Siehe: Brabanter Bellefleur                                                                     | Siehe: Brabanter Bellefleur | Siehe: Brabanter Bellefleur                                                                              |
| Bonalle |                                                                |                                                                |                                                                                                 | | o |
| Bondon |                                                                |                                                                |                                                                                                 | | f, o |
| Bonita |                                                                | Topaz x Cripps Pink                                            |                                                                                                 | | [ 37 ]                                                                                                   |
| Bonne Hotture |                                                                |                                                                |                                                                                                 | | f, o |
| Bonnet Carré |                                                                |                                                                |                                                                                                 | | o |
| Bonnet De Comte |                                                                |                                                                |                                                                                                 | | f |
| Bonnie Best |                                                                |                                                                |                                                                                                 | | a |
| Bonum |                                                                |                                                                |                                                                                                 | | h (Nr. 480, S. 533)                                                                                      |
| Bonza |                                                                |                                                                |                                                                                                 | | a, j, o                                                                                                  |
| Boone Crab |                                                                |                                                                |                                                                                                 | Holzapfelsorte | |
| Borgherre |                                                                |                                                                |                                                                                                 | | r (S. 15)                                                                                                |
| Borovinka | Siehe: Charlamowsky                                            | Siehe: Charlamowsky                                            | Siehe: Charlamowsky                                                                             | Siehe: Charlamowsky | Siehe: Charlamowsky                                                                                      |
| Borowinka | Siehe: Charlamowsky                                            | Siehe: Charlamowsky                                            | Siehe: Charlamowsky                                                                             | Siehe: Charlamowsky | Siehe: Charlamowsky                                                                                      |
| Borowitzky | Siehe: Charlamowsky                                            | Siehe: Charlamowsky                                            | Siehe: Charlamowsky                                                                             | Siehe: Charlamowsky | Siehe: Charlamowsky                                                                                      |
| Borsdorfer | Siehe: Edelborsdorfer                                          | Siehe: Edelborsdorfer                                          | Siehe: Edelborsdorfer                                                                           | Siehe: Edelborsdorfer | Siehe: Edelborsdorfer                                                                                    |
| Borsdorfer Herbstrenette |                                                                |                                                                |                                                                                                 | | o |
| Borsdorfer Renette | Siehe: Doberaner Borsdorfer Renette                            | Siehe: Doberaner Borsdorfer Renette                            | Siehe: Doberaner Borsdorfer Renette                                                             | Siehe: Doberaner Borsdorfer Renette | Siehe: Doberaner Borsdorfer Renette                                                                      |
| Börtlinger Mostapfel | Siehe: Börtlinger Weinapfel                                    | Siehe: Börtlinger Weinapfel                                    | Siehe: Börtlinger Weinapfel                                                                     | Siehe: Börtlinger Weinapfel | Siehe: Börtlinger Weinapfel                                                                              |
| Börtlinger Weinapfel (oder: Börtlinger Mostapfel) |                                                                |                                                                |                                                                                                 | | j, o |
| Bosbury Pippin |                                                                |                                                                |                                                                                                 | | f |
| Boskoop | Siehe: Schöner Aus Boskoop                                     | Siehe: Schöner Aus Boskoop                                     | Siehe: Schöner Aus Boskoop                                                                      | Siehe: Schöner Aus Boskoop | Siehe: Schöner Aus Boskoop                                                                               |
| Boskoop Achberg |                                                                |                                                                |                                                                                                 | | r (S. 15)                                                                                                |
| Boskoop Hohenheim |                                                                |                                                                |                                                                                                 | | r (S. 15)                                                                                                |
| Boskoop Quast |                                                                |                                                                |                                                                                                 | | r (S. 15)                                                                                                |
| Boskoop Rohlfs |                                                                |                                                                |                                                                                                 | | r (S. 15)                                                                                                |
| Boskoop Rouge |                                                                |                                                                |                                                                                                 | | e |
| Boskoop Schmitz-Hübsch |                                                                |                                                                |                                                                                                 | | |
| Boskoop Wilhelmy |                                                                |                                                                |                                                                                                 | | j |
| Bossom |                                                                |                                                                |                                                                                                 | | f |
| Botden |                                                                |                                                                |                                                                                                 | | f, g (S. 190)                                                                                            |
| Bottle Greening |                                                                |                                                                | Um 1800 in Green Mountains, USA                                                                 | | a, c |
| Böttners Sämling |                                                                |                                                                |                                                                                                 | | m (Nr. 042, S. 1)                                                                                        |
| Bouet De Bonnetable |                                                                |                                                                |                                                                                                 | | f |
| Bougie | Siehe: Elstar Bougie                                           | Siehe: Elstar Bougie                                           | Siehe: Elstar Bougie                                                                            | Siehe: Elstar Bougie | Siehe: Elstar Bougie                                                                                     |
| Boulonnais |                                                                |                                                                |                                                                                                 | | o |
| Bountiful (oder: Bountifull, Bountyfull) |                                                                |                                                                |                                                                                                 | | a, f, r (S. 15)                                                                                          |
| Bountifull | Siehe: Bountiful                                               | Siehe: Bountiful                                               | Siehe: Bountiful                                                                                | Siehe: Bountiful | Siehe: Bountiful                                                                                         |
| Bountyfull | Siehe: Bountiful                                               | Siehe: Bountiful                                               | Siehe: Bountiful                                                                                | Siehe: Bountiful | Siehe: Bountiful                                                                                         |
| Bouquepreuve |                                                                |                                                                |                                                                                                 | | f |
| Bouscasse De Brès |                                                                |                                                                |                                                                                                 | | f, g (S. 193), o                                                                                         |
| Bouteille (oder: Bouteillenapfel) |                                                                |                                                                |                                                                                                 | | e, r (S. 16)                                                                                             |
| Bouteille De Liseux | Siehe: Bouteille De Lisieux                                    | Siehe: Bouteille De Lisieux                                    | Siehe: Bouteille De Lisieux                                                                     | Siehe: Bouteille De Lisieux | Siehe: Bouteille De Lisieux                                                                              |
| Bouteille De Lisieux (oder: Bouteille De Liseux) |                                                                |                                                                |                                                                                                 | | a, e |
| Bouteillenapfel | Siehe: Bouteille                                               | Siehe: Bouteille                                               | Siehe: Bouteille                                                                                | Siehe: Bouteille | Siehe: Bouteille                                                                                         |
| Bovarde |                                                                |                                                                | Um 1800, Romanel-sur-Lausanne, Region Lausanne (Kanton Waadt)                                   | Grüne Grundfarbe, Sonnenseite gelb mit karmesinroten Streifen; Beschreibungen                                                                                  | e, f, o                                                                                                  |
| Bovarde Corbaz |                                                                |                                                                | Kanton Waadt                                                                                    | Beschreibung | |
| Bovarde Tardive |                                                                |                                                                | Cossonay (Kanton Waadt)                                                                         | Beschreibung | |
| Bow Hill Pippin |                                                                |                                                                |                                                                                                 | | f |
| Bowden Seedling |                                                                |                                                                |                                                                                                 | | e |
| Bowyer’s Russet |                                                                |                                                                |                                                                                                 | | |
| Box Apple |                                                                |                                                                |                                                                                                 | | f |
| Brabandsche Belle-Fleur | Siehe: Brabanter Bellefleur                                    | Siehe: Brabanter Bellefleur                                    | Siehe: Brabanter Bellefleur                                                                     | Siehe: Brabanter Bellefleur | Siehe: Brabanter Bellefleur                                                                              |
| Brabandse Bellefleur Appel | Siehe: Brabanter Bellefleur                                    | Siehe: Brabanter Bellefleur                                    | Siehe: Brabanter Bellefleur                                                                     | Siehe: Brabanter Bellefleur | Siehe: Brabanter Bellefleur                                                                              |
| Brabansche Belle-Fleur | Siehe: Brabanter Bellefleur                                    | Siehe: Brabanter Bellefleur                                    | Siehe: Brabanter Bellefleur                                                                     | Siehe: Brabanter Bellefleur | Siehe: Brabanter Bellefleur                                                                              |
| Brabant | Siehe: Brabanter Bellefleur                                    | Siehe: Brabanter Bellefleur                                    | Siehe: Brabanter Bellefleur                                                                     | Siehe: Brabanter Bellefleur | Siehe: Brabanter Bellefleur                                                                              |
| Brabant Belle-Fleur | Siehe: Brabanter Bellefleur                                    | Siehe: Brabanter Bellefleur                                    | Siehe: Brabanter Bellefleur                                                                     | Siehe: Brabanter Bellefleur | Siehe: Brabanter Bellefleur                                                                              |
| Brabant Belle-Flower | Siehe: Brabanter Bellefleur                                    | Siehe: Brabanter Bellefleur                                    | Siehe: Brabanter Bellefleur                                                                     | Siehe: Brabanter Bellefleur | Siehe: Brabanter Bellefleur                                                                              |
| Brabant Bellflower | Siehe: Brabanter Bellefleur                                    | Siehe: Brabanter Bellefleur                                    | Siehe: Brabanter Bellefleur                                                                     | Siehe: Brabanter Bellefleur | Siehe: Brabanter Bellefleur                                                                              |
| Brabanter Belle-Fleur | Siehe: Brabanter Bellefleur                                    | Siehe: Brabanter Bellefleur                                    | Siehe: Brabanter Bellefleur                                                                     | Siehe: Brabanter Bellefleur | Siehe: Brabanter Bellefleur                                                                              |
| Brabanter Bellefleur (oder: Belfler Brabantskii, Belle De Flandres, Belle-Fleur Brabant, Belle-Fleur D’Automne, Belle-Fleur D’Hiver, Belle-Fleur De Brabant, Belle-Fleur Simple, Bellefleur Brabandse Zure, Bon Pommier, Bon Pommier D’Automne, Brabandsche Belle-Fleur, Brabandse Bellefleur Appel, Brabansche Belle-Fleur, Brabant, Brabant Belle-Fleur, Brabant Belle-Flower, Brabant Bellflower, Brabanter Belle-Fleur, Brabantse Belle-Fleur, Enkele Bellefleur, Gloire De Flandre, Glory Of Flanders, Großer Brabanter Belle-Fleur, Iron, Iron Apple, Kenteman’s Appel, Kentemans Apfel, Keulemans, Kleine Belle-Fleur, Kleiner Brabanter, Kleiner Brabanter Belle-Fleur, Koolappel, Large Mouche, New Scarlet Pearmain, Petit Bon Pommier, Petite Belle Fleur, Petite Bonne Ente, Rambour Rouge, Strieping, Sweet Laden, Sweet Lading, Sweet Laydon, Sweet Leyden, Westland Bellefleur, Westlandische Belle-Fleur, Westlandse Bellefleur, Winter-Belle-Fleur) |                                                                |                                                                |                                                                                                 | | e, f, o, p (S. 185ff)                                                                                    |
| Brabanter Graue Renette |                                                                |                                                                |                                                                                                 | | o |
| Brabanter Roter Alantpepping |                                                                |                                                                |                                                                                                 | | r (S. 16)                                                                                                |
| Brabanter Süße Graue Renette |                                                                |                                                                |                                                                                                 | | r (S. 16)                                                                                                |
| Brabantse Belle-Fleur | Siehe: Brabanter Bellefleur                                    | Siehe: Brabanter Bellefleur                                    | Siehe: Brabanter Bellefleur                                                                     | Siehe: Brabanter Bellefleur | Siehe: Brabanter Bellefleur                                                                              |
| Brackett |                                                                |                                                                |                                                                                                 | | |
| Braddick Nonpareil | Siehe: Braddicks Sondergleichen                                | Siehe: Braddicks Sondergleichen                                | Siehe: Braddicks Sondergleichen                                                                 | Siehe: Braddicks Sondergleichen | Siehe: Braddicks Sondergleichen                                                                          |
| Braddick’s Nonpareil | Siehe: Braddicks Sondergleichen                                | Siehe: Braddicks Sondergleichen                                | Siehe: Braddicks Sondergleichen                                                                 | Siehe: Braddicks Sondergleichen | Siehe: Braddicks Sondergleichen                                                                          |
| Braddicks Nonpareil | Siehe: Braddicks Sondergleichen                                | Siehe: Braddicks Sondergleichen                                | Siehe: Braddicks Sondergleichen                                                                 | Siehe: Braddicks Sondergleichen | Siehe: Braddicks Sondergleichen                                                                          |
| Braddicks Sondergleichen (oder: Braddick Nonpareil, Braddick’s Nonpareil, Braddicks Nonpareil) |                                                                |                                                                |                                                                                                 | | a, e, f, h (Nr. 415, S. 463), o                                                                          |
| Braeburn |                                                                | Zufallssämling                                                 | 1952 in Neuseeland                                                                              | Sehr aromatisch | a, c, d, e, f, j, o                                                                                      |
| Braeburn Hillwell | Siehe: Hillwell                                                | Siehe: Hillwell                                                | Siehe: Hillwell                                                                                 | Siehe: Hillwell | Siehe: Hillwell                                                                                          |
| Braeburn Typ Schneider |                                                                |                                                                |                                                                                                 | | j |
| Braestar |                                                                |                                                                |                                                                                                 | | a |
| Braintree Seedling |                                                                |                                                                |                                                                                                 | | f |
| Brakeler | Siehe: Brakeler Apfel                                          | Siehe: Brakeler Apfel                                          | Siehe: Brakeler Apfel                                                                           | Siehe: Brakeler Apfel | Siehe: Brakeler Apfel                                                                                    |
| Brakeler Apfel (oder: Brakeler) |                                                                |                                                                |                                                                                                 | | r (S. 16)                                                                                                |
| Brambacher |                                                                |                                                                |                                                                                                 | | m (Nr. 043, S. 1)                                                                                        |
| Bramley | Siehe: Bramleys Sämling                                        | Siehe: Bramleys Sämling                                        | Siehe: Bramleys Sämling                                                                         | Siehe: Bramleys Sämling | Siehe: Bramleys Sämling                                                                                  |
| Bramleys Sämling (oder: Bramley, Bramley’s Seedling, Triomphe De Kiel) |                                                                |                                                                | 1809–1813 gezüchtet in Southwell, Nottinghamshire. Markteinführung 1865.                        | | a, c, d, e, f, g (S. 194), j, m (Nr. 044, S. 1), o                                                       |
| Bramley’s Seedling | Siehe: Bramleys Sämling                                        | Siehe: Bramleys Sämling                                        | Siehe: Bramleys Sämling                                                                         | Siehe: Bramleys Sämling | Siehe: Bramleys Sämling                                                                                  |
| Bramshott Rectory |                                                                |                                                                |                                                                                                 | | f |
| Bramtot |                                                                |                                                                |                                                                                                 | | e |
| Bran Rose |                                                                |                                                                |                                                                                                 | | |
| Brandapfel |                                                                |                                                                |                                                                                                 | | r (S. 16)                                                                                                |
| Brandenburgs Cousinot |                                                                |                                                                |                                                                                                 | | o |
| Brantot |                                                                |                                                                |                                                                                                 | | |
| Brasilienapfel | Siehe: Roter Eiserapfel                                        | Siehe: Roter Eiserapfel                                        | Siehe: Roter Eiserapfel                                                                         | Siehe: Roter Eiserapfel | Siehe: Roter Eiserapfel                                                                                  |
| Bratschapfel (oder: Schöner Aus Romberg) |                                                                |                                                                |                                                                                                 | | r (S. 16)                                                                                                |
| Bratwurstapfel |                                                                |                                                                |                                                                                                 | | j |
| Bratzelapfel |                                                                |                                                                |                                                                                                 | | o |
| Braubacher Härtling |                                                                |                                                                |                                                                                                 | | r (S. 16)                                                                                                |
| Braubacher Matapfel |                                                                |                                                                |                                                                                                 | | p (S. 189)                                                                                               |
| Braunauer Rambur |                                                                |                                                                |                                                                                                 | | r (S. 17)                                                                                                |
| Braunauer Rosmarin | Siehe: Braunauer Rosmarinapfel                                 | Siehe: Braunauer Rosmarinapfel                                 | Siehe: Braunauer Rosmarinapfel                                                                  | Siehe: Braunauer Rosmarinapfel | Siehe: Braunauer Rosmarinapfel                                                                           |
| Braunauer Rosmarinapfel (oder: Braunauer Rosmarin) |                                                                |                                                                |                                                                                                 | | h (Nr. 231, S. 257), o, r (S. 17)                                                                        |
| Braunauer Winterweinling |                                                                |                                                                |                                                                                                 | | r (S. 17)                                                                                                |
| Brauner Fleckenapfel |                                                                |                                                                |                                                                                                 | | r (S. 17)                                                                                                |
| Brauner Matapfel (oder: Badischer Brauner, Bäumleapfel, Echter Kohlapfel, Kohlapfel, Maedapfel, Mate Brune, Mohrenapfel, Pomme D’Enfer, Pomme De Bohémien, Pomme De Charbon, Pomme De Dame, Pomme De Maure, Pomme Noire D’Hiver, Schmiedeapfel, Schwarzbrauner Matapfel, Schwarzer Matapfel, Schwarzlicher, Unterländer Apfel) |                                                                |                                                                | Um 1600                                                                                         | | h (Nr. 622, S. 690), j, m (Nr. 045, S. 1), o                                                             |
| Brauner Sommerkäsapfel |                                                                |                                                                |                                                                                                 | | r (S. 17)                                                                                                |
| Brauner Winterapfel |                                                                |                                                                |                                                                                                 | | r (S. 17)                                                                                                |
| Bräunling |                                                                |                                                                |                                                                                                 | | r (S. 17)                                                                                                |
| Braunroter Francatu | Siehe: Braunroter Frankatu                                     | Siehe: Braunroter Frankatu                                     | Siehe: Braunroter Frankatu                                                                      | Siehe: Braunroter Frankatu | Siehe: Braunroter Frankatu                                                                               |
| Braunroter Frankatu (oder: Braunroter Francatu, Braunroter Glasapfel) |                                                                |                                                                |                                                                                                 | | p (S. 190f), r (S. 17)                                                                                   |
| Braunroter Glasapfel | Siehe: Braunroter Frankatu                                     | Siehe: Braunroter Frankatu                                     | Siehe: Braunroter Frankatu                                                                      | Siehe: Braunroter Frankatu | Siehe: Braunroter Frankatu                                                                               |
| Braunroter Himbeerapfel | Siehe: Roter Herbstkalvill                                     | Siehe: Roter Herbstkalvill                                     | Siehe: Roter Herbstkalvill                                                                      | Siehe: Roter Herbstkalvill | Siehe: Roter Herbstkalvill                                                                               |
| Braunroter Winter-Calville | Siehe: Calville Malingre                                       | Siehe: Calville Malingre                                       | Siehe: Calville Malingre                                                                        | Siehe: Calville Malingre | Siehe: Calville Malingre                                                                                 |
| Braunroter Winterapfel |                                                                |                                                                |                                                                                                 | | p (S. 192)                                                                                               |
| Braunschweiger |                                                                |                                                                |                                                                                                 | | o |
| Braunschweiger Milchapfel |                                                                |                                                                |                                                                                                 | | h (Nr. 140, S. 160), r (S. 17)                                                                           |
| Braunschweiger Tafel-Rambour (oder: Braunschweiger Tafelrambur) |                                                                |                                                                |                                                                                                 | | h (Nr. 162, S. 183), r (S. 17)                                                                           |
| Braunschweiger Tafelrambur | Siehe: Braunschweiger Tafel-Rambour                            | Siehe: Braunschweiger Tafel-Rambour                            | Siehe: Braunschweiger Tafel-Rambour                                                             | Siehe: Braunschweiger Tafel-Rambour | Siehe: Braunschweiger Tafel-Rambour                                                                      |
| Braunsilie |                                                                |                                                                |                                                                                                 | | r (S. 17)                                                                                                |
| Brautapfel | Siehe: Roter Herbstkalvill                                     | Siehe: Roter Herbstkalvill                                     | Siehe: Roter Herbstkalvill                                                                      | Siehe: Roter Herbstkalvill | Siehe: Roter Herbstkalvill                                                                               |
| Brautröke |                                                                |                                                                |                                                                                                 | | h (Nr. 472, S. 525)                                                                                      |
| Brava |                                                                |                                                                |                                                                                                 | | o |
| Bravo |                                                                |                                                                |                                                                                                 | | |
| Bravo De Esmolfe |                                                                |                                                                | 18. Jahrhundert in Esmolfe, Penacova, Portugal                                                  | | c |
| Breakey |                                                                |                                                                |                                                                                                 | | a, e |
| Breakwell’s Seedling |                                                                |                                                                |                                                                                                 | | f |
| Breedon Pippin |                                                                |                                                                | 1801 in England                                                                                 | | c, f |
| Breedons Pepping |                                                                |                                                                |                                                                                                 | | h (Nr. 353, S. 400)                                                                                      |
| Breitaar | Siehe: Breitacher                                              | Siehe: Breitacher                                              | Siehe: Breitacher                                                                               | Siehe: Breitacher | Siehe: Breitacher                                                                                        |
| Breitacher (oder: Breitaar, Breitaer, Breitapfel, Breitiker, Breitor, Fuchsapfel, Muser, Pomeranzenapfel, Schiebler, Schweizer Breitacher, Schweizerbreitacher, Sonnenwirbel, Spotschiebler, Sternborsdorfer) |                                                                |                                                                | Vor 1774 in der Ostschweiz bekannt; kommt erst nach 1790 nach Deutschland                       | Beschreibung | e, f, o, p (S. 517f)                                                                                     |
| Breitaer | Siehe: Breitacher                                              | Siehe: Breitacher                                              | Siehe: Breitacher                                                                               | Siehe: Breitacher | Siehe: Breitacher                                                                                        |
| Breitapfel | Siehe: Breitacher                                              | Siehe: Breitacher                                              | Siehe: Breitacher                                                                               | Siehe: Breitacher | Siehe: Breitacher                                                                                        |
| Breitarsch | Siehe: Eifeler Rambur                                          | Siehe: Eifeler Rambur                                          | Siehe: Eifeler Rambur                                                                           | Siehe: Eifeler Rambur | Siehe: Eifeler Rambur                                                                                    |
| Breitauge | Siehe: Eifeler Rambur                                          | Siehe: Eifeler Rambur                                          | Siehe: Eifeler Rambur                                                                           | Siehe: Eifeler Rambur | Siehe: Eifeler Rambur                                                                                    |
| Breitenhagener August |                                                                |                                                                |                                                                                                 | | s |
| Breiter Süßer | Siehe: Bresüthe                                                | Siehe: Bresüthe                                                | Siehe: Bresüthe                                                                                 | Siehe: Bresüthe | Siehe: Bresüthe                                                                                          |
| Breiter Tiroler Lederapfel |                                                                |                                                                |                                                                                                 | | m (Nr. 046, S. 1)                                                                                        |
| Breiterla |                                                                |                                                                |                                                                                                 | | o |
| Breithardter Streifling (oder: Schöner Von Breithardt) |                                                                |                                                                | In Breithardt                                                                                   | | p (S. 193)                                                                                               |
| Breitiker | Siehe: Breitacher                                              | Siehe: Breitacher                                              | Siehe: Breitacher                                                                               | Siehe: Breitacher | Siehe: Breitacher                                                                                        |
| Breitleder |                                                                |                                                                |                                                                                                 | | o |
| Breitling |                                                                |                                                                |                                                                                                 | | f |
| Breitor | Siehe: Breitacher                                              | Siehe: Breitacher                                              | Siehe: Breitacher                                                                               | Siehe: Breitacher | Siehe: Breitacher                                                                                        |
| Breittaschel | Siehe: Steirischer Passamaner                                  | Siehe: Steirischer Passamaner                                  | Siehe: Steirischer Passamaner                                                                   | Siehe: Steirischer Passamaner | Siehe: Steirischer Passamaner                                                                            |
| Bremer Doodapfel |                                                                |                                                                |                                                                                                 | | j |
| Bremerling |                                                                |                                                                |                                                                                                 | | o |
| Bremervörder Winterapfel |                                                                |                                                                |                                                                                                 | | j |
| Brenchley Pippin |                                                                |                                                                |                                                                                                 | | f |
| Brentewinar |                                                                |                                                                |                                                                                                 | | o |
| Bréquigny |                                                                |                                                                |                                                                                                 | | |
| Bresüthe (oder: Breiter Süßer) |                                                                |                                                                |                                                                                                 | | r (S. 18)                                                                                                |
| Bret (oder: Le Bret) |                                                                |                                                                |                                                                                                 | | f |
| Bretonneau |                                                                |                                                                |                                                                                                 | | r (S. 18)                                                                                                |
| Brettacher (oder: Brettacher Gewürzapfel, Brettacher Sämling) |                                                                | Zufallssämling                                                 | 1911 Langenbrettach, Landkreis Heilbronn                                                        | | e, f, j, m (Nr. 047, S. 1), o, r (S. 18)                                                                 |
| Brettacher Gewürzapfel | Siehe: Brettacher                                              | Siehe: Brettacher                                              | Siehe: Brettacher                                                                               | Siehe: Brettacher | Siehe: Brettacher                                                                                        |
| Brettacher Sämling | Siehe: Brettacher                                              | Siehe: Brettacher                                              | Siehe: Brettacher                                                                               | Siehe: Brettacher | Siehe: Brettacher                                                                                        |
| Breuhahn | Siehe: Geheimrat Breuhahn                                      | Siehe: Geheimrat Breuhahn                                      | Siehe: Geheimrat Breuhahn                                                                       | Siehe: Geheimrat Breuhahn | Siehe: Geheimrat Breuhahn                                                                                |
| Breuhahn |                                                                |                                                                |                                                                                                 | | |
| Brewington Pippin |                                                                |                                                                |                                                                                                 | | |
| Brickley Seedling | Siehe: Brickleys Sämling                                       | Siehe: Brickleys Sämling                                       | Siehe: Brickleys Sämling                                                                        | Siehe: Brickleys Sämling | Siehe: Brickleys Sämling                                                                                 |
| Brickleys Sämling (oder: Brickley Seedling) |                                                                |                                                                |                                                                                                 | | r (S. 18)                                                                                                |
| Bridgewater Pippin |                                                                |                                                                |                                                                                                 | | f |
| Brielscher Calvill | Siehe: Brielscher Kalvill                                      | Siehe: Brielscher Kalvill                                      | Siehe: Brielscher Kalvill                                                                       | Siehe: Brielscher Kalvill | Siehe: Brielscher Kalvill                                                                                |
| Brielscher Kalvill (oder: Brielscher Calvill) |                                                                |                                                                |                                                                                                 | | r (S. 18)                                                                                                |
| Brietling | Siehe: Hausmütterchen                                          | Siehe: Hausmütterchen                                          | Siehe: Hausmütterchen                                                                           | Siehe: Hausmütterchen | Siehe: Hausmütterchen                                                                                    |
| Bright Future |                                                                |                                                                |                                                                                                 | | a |
| Brighton |                                                                |                                                                |                                                                                                 | | f |
| Brilliant |                                                                |                                                                |                                                                                                 | | |
| Brills Sämling |                                                                |                                                                |                                                                                                 | | o |
| Brina |                                                                |                                                                | 1998 in Italien                                                                                 | | c |
| Brinaling | Siehe: Brünnerling                                             | Siehe: Brünnerling                                             | Siehe: Brünnerling                                                                              | Siehe: Brünnerling | Siehe: Brünnerling                                                                                       |
| Bringewood Pepping |                                                                |                                                                |                                                                                                 | | r (S. 18)                                                                                                |
| Britemac |                                                                |                                                                |                                                                                                 | | a, f |
| Brittenapfel |                                                                |                                                                |                                                                                                 | | m (Nr. 048, S. 1)                                                                                        |
| Britzer Dauerapfel |                                                                |                                                                |                                                                                                 | | r (S. 18)                                                                                                |
| Brixener Plattling |                                                                |                                                                |                                                                                                 | | o |
| Brixener Tafelapfel | Siehe: Limonen-Renette                                         | Siehe: Limonen-Renette                                         | Siehe: Limonen-Renette                                                                          | Siehe: Limonen-Renette | Siehe: Limonen-Renette                                                                                   |
| Broad-Eyed Pippin |                                                                |                                                                |                                                                                                 | | a, f |
| Broad-Leaved Hereford | Siehe: Hereford Broadleaf                                      | Siehe: Hereford Broadleaf                                      | Siehe: Hereford Broadleaf                                                                       | Siehe: Hereford Broadleaf | Siehe: Hereford Broadleaf                                                                                |
| Broadholme Beauty |                                                                |                                                                |                                                                                                 | | a |
| Broadleaf Norman |                                                                |                                                                |                                                                                                 | | f |
| Brock |                                                                |                                                                |                                                                                                 | | a, e |
| Brogdale Crab |                                                                |                                                                | In Frankreich. 1831 in England dokumentiert.                                                    | Beschreibung | |
| Broholms Rosenapfel |                                                                |                                                                |                                                                                                 | | h (Nr. 230, S. 256), o                                                                                   |
| Bromley |                                                                |                                                                |                                                                                                 | | |
| Brondaeble |                                                                |                                                                |                                                                                                 | | o |
| Brooke Blushed |                                                                |                                                                |                                                                                                 | | |
| Brookes’s |                                                                |                                                                |                                                                                                 | | e, f |
| Brookfield Gala |                                                                | Mutation von Gala                                              |                                                                                                 | | [ 46 ]                                                                                                   |
| Broutin Rouge |                                                                |                                                                |                                                                                                 | | |
| Brown Crofton |                                                                |                                                                |                                                                                                 | | f |
| Brown Kenting |                                                                |                                                                |                                                                                                 | | f |
| Brown Russet |                                                                |                                                                |                                                                                                 | | a |
| Brown Snout |                                                                |                                                                | Um 1850 in Herefordshire, England                                                               | | c, e, f                                                                                                  |
| Brown Sweet |                                                                |                                                                |                                                                                                 | | a |
| Brown Thorn |                                                                |                                                                |                                                                                                 | | f |
| Brownlees Graue Renette | Siehe: Brownlees Renette                                       | Siehe: Brownlees Renette                                       | Siehe: Brownlees Renette                                                                        | Siehe: Brownlees Renette | Siehe: Brownlees Renette                                                                                 |
| Brownlee’s Russet | Siehe: Brownlees Renette                                       | Siehe: Brownlees Renette                                       | Siehe: Brownlees Renette                                                                        | Siehe: Brownlees Renette | Siehe: Brownlees Renette                                                                                 |
| Brownlees Sämling | Siehe: Brownlees Renette                                       | Siehe: Brownlees Renette                                       | Siehe: Brownlees Renette                                                                        | Siehe: Brownlees Renette | Siehe: Brownlees Renette                                                                                 |
| Brownlee’s Seedling | Siehe: Brownlees Renette                                       | Siehe: Brownlees Renette                                       | Siehe: Brownlees Renette                                                                        | Siehe: Brownlees Renette | Siehe: Brownlees Renette                                                                                 |
| Brownlees Renette (oder: Brownlees Graue Renette, Brownlee’s Russet, Brownlees Sämling, Brownlee’s Seedling) |                                                                |                                                                |                                                                                                 | | a, e, f, g (S. 195), h (Nr. 565, S. 626), j, m (Nr. 049, S. 1), o, p (S. 196), r (S. 18)                 |
| Brown’s Apple |                                                                |                                                                |                                                                                                 | | a, e, f                                                                                                  |
| Brown’s Golden Sweet | Siehe: Tolman Sweet                                            | Siehe: Tolman Sweet                                            | Siehe: Tolman Sweet                                                                             | Siehe: Tolman Sweet | Siehe: Tolman Sweet                                                                                      |
| Brown’s Seedling |                                                                |                                                                |                                                                                                 | | a, f |
| Brown’s South Lincoln Beauty | Siehe: Allington Pepping                                       | Siehe: Allington Pepping                                       | Siehe: Allington Pepping                                                                        | Siehe: Allington Pepping | Siehe: Allington Pepping                                                                                 |
| Broxwood Foxwhelp |                                                                |                                                                |                                                                                                 | | a, f |
| Brugger Renette |                                                                |                                                                |                                                                                                 | | o |
| Brühler Kurzstiel |                                                                |                                                                |                                                                                                 | | h (Nr. 433, S. 485)                                                                                      |
| Bruindeling |                                                                |                                                                |                                                                                                 | | r (S. 18)                                                                                                |
| Brünerling | Siehe: Brünnerling                                             | Siehe: Brünnerling                                             | Siehe: Brünnerling                                                                              | Siehe: Brünnerling | Siehe: Brünnerling                                                                                       |
| Brunnenapfel |                                                                |                                                                |                                                                                                 | | m (Nr. 050, S. 1)                                                                                        |
| Brunner | Siehe: Brünnerling                                             | Siehe: Brünnerling                                             | Siehe: Brünnerling                                                                              | Siehe: Brünnerling | Siehe: Brünnerling                                                                                       |
| Brünnerling (oder: Brinaling, Brünerling, Brunner, Plinaling) |                                                                | Zufallssämling                                                 | Um 1600 in Oberösterreich                                                                       | Sortenbeschreibung Siehe auch: Oberösterreichischer Brünnerling.                                                                                               | o |
| Brunnsäpple |                                                                |                                                                |                                                                                                 | | e, o |
| Brushy Mountain Limbertwig |                                                                |                                                                |                                                                                                 | | a |
| Brüsseler Einfarbige Renette |                                                                |                                                                |                                                                                                 | | h (Nr. 364, S. 411)                                                                                      |
| Brüsseler Neuer Kurzstiel |                                                                |                                                                |                                                                                                 | | r (S. 19)                                                                                                |
| Brustapfel |                                                                |                                                                |                                                                                                 | | h (Nr. 628, S. 696)                                                                                      |
| Brzęczka |                                                                |                                                                |                                                                                                 | | o |
| Buchholzer Calvill | Siehe: Buchholzer Kalvill                                      | Siehe: Buchholzer Kalvill                                      | Siehe: Buchholzer Kalvill                                                                       | Siehe: Buchholzer Kalvill | Siehe: Buchholzer Kalvill                                                                                |
| Buchholzer Kalvill (oder: Buchholzer Calvill) |                                                                |                                                                |                                                                                                 | | h (Nr. 31, S. 35), r (S. 19)                                                                             |
| Buchser Rosen |                                                                |                                                                |                                                                                                 | | o |
| Buckeye Gala |                                                                | Mutation von Gala                                              |                                                                                                 | | [ 48 ]                                                                                                   |
| Buckingham |                                                                |                                                                |                                                                                                 | | a |
| Buckskin |                                                                |                                                                |                                                                                                 | | |
| Budai Ignac |                                                                |                                                                |                                                                                                 | | f |
| Budimka |                                                                |                                                                |                                                                                                 | | f |
| Buff |                                                                |                                                                |                                                                                                 | | a |
| Bühlers Erdbeerapfel |                                                                |                                                                |                                                                                                 | | o |
| Bühlhölzler |                                                                |                                                                |                                                                                                 | | o |
| Bukhovitsa | Siehe: Bukowitza                                               | Siehe: Bukowitza                                               | Siehe: Bukowitza                                                                                | Siehe: Bukowitza | Siehe: Bukowitza                                                                                         |
| Bukovica | Siehe: Bukowitza                                               | Siehe: Bukowitza                                               | Siehe: Bukowitza                                                                                | Siehe: Bukowitza | Siehe: Bukowitza                                                                                         |
| Bukowitza (oder: Bukhovitsa, Bukovica) |                                                                |                                                                | Bulgarien                                                                                       | | f, g (S. 195)                                                                                            |
| Bulcher |                                                                |                                                                |                                                                                                 | | o |
| Bullock | Siehe: Bullock’s Pepping                                       | Siehe: Bullock’s Pepping                                       | Siehe: Bullock’s Pepping                                                                        | Siehe: Bullock’s Pepping | Siehe: Bullock’s Pepping                                                                                 |
| Bullock’s Pepping |                                                                |                                                                |                                                                                                 | | h (Nr. 571, S. 632), r (S. 19)                                                                           |
| Bulmer’s Norman |                                                                |                                                                |                                                                                                 | | a, f |
| Buncombe |                                                                |                                                                |                                                                                                 | | |
| Bundy’s Ringwood Red |                                                                |                                                                |                                                                                                 | | a |
| Bunegger |                                                                |                                                                |                                                                                                 | | o |
| Bunsoher Breeden |                                                                |                                                                |                                                                                                 | | r (S. 19)                                                                                                |
| Bunter Prager |                                                                |                                                                |                                                                                                 | | h (Nr. 627, S. 695), o                                                                                   |
| Buntes Sommerröschen |                                                                |                                                                |                                                                                                 | | r (S. 19)                                                                                                |
| Buntzels Wachsrenette |                                                                |                                                                |                                                                                                 | | r (S. 19)                                                                                                |
| Burbank |                                                                |                                                                |                                                                                                 | | |
| Burchardts Carolin |                                                                |                                                                |                                                                                                 | | h (Nr. 228, S. 254)                                                                                      |
| Burchardts Netzrenette | Siehe: Burchardts Renette                                      | Siehe: Burchardts Renette                                      | Siehe: Burchardts Renette                                                                       | Siehe: Burchardts Renette | Siehe: Burchardts Renette                                                                                |
| Burchardts Reinette | Siehe: Burchardts Renette                                      | Siehe: Burchardts Renette                                      | Siehe: Burchardts Renette                                                                       | Siehe: Burchardts Renette | Siehe: Burchardts Renette                                                                                |
| Burchardts Renette (oder: Burchardts Netzrenette, Burchardts Reinette) |                                                                |                                                                |                                                                                                 | | f, h (Nr. 316, S. 354), j, o                                                                             |
| Bürener Zitronenapfel |                                                                |                                                                |                                                                                                 | | r (S. 19)                                                                                                |
| Burford Redflesh (oder: Clifford, Clifford Red Flesh) |                                                                |                                                                |                                                                                                 | | s |
| Burgapfel |                                                                |                                                                |                                                                                                 | Benannt durch Richard Zorn. | p (S. 197)                                                                                               |
| Bürgerherrenapfel | Siehe: Geflammter Kardinal                                     | Siehe: Geflammter Kardinal                                     | Siehe: Geflammter Kardinal                                                                      | Siehe: Geflammter Kardinal | Siehe: Geflammter Kardinal                                                                               |
| Burgess Seedling |                                                                |                                                                |                                                                                                 | | f |
| Burgstädter Renette |                                                                |                                                                |                                                                                                 | | j |
| Burgundy |                                                                | Macoun × Monroe                                                | 1953 (Zucht) in Geneva, USA. 1974 (Markteinführung)                                             | | a, d, f, g (S. 195)                                                                                      |
| Burke |                                                                |                                                                |                                                                                                 | | |
| Burkhardts Nestrenette |                                                                |                                                                |                                                                                                 | | |
| Burns Sämling (oder: Burn’s Seedling) |                                                                |                                                                |                                                                                                 | | f |
| Burn’s Seedling | Siehe: Burns Sämling                                           | Siehe: Burns Sämling                                           | Siehe: Burns Sämling                                                                            | Siehe: Burns Sämling | Siehe: Burns Sämling                                                                                     |
| Burr Knot |                                                                |                                                                |                                                                                                 | | f |
| Burrowhill Early |                                                                |                                                                |                                                                                                 | | f |
| Burton’s Beauty | Siehe: Hausmütterchen                                          | Siehe: Hausmütterchen                                          | Siehe: Hausmütterchen                                                                           | Siehe: Hausmütterchen | Siehe: Hausmütterchen                                                                                    |
| Bushey Grove |                                                                |                                                                |                                                                                                 | | a, f |
| Butters | Siehe: Baldwin                                                 | Siehe: Baldwin                                                 | Siehe: Baldwin                                                                                  | Siehe: Baldwin | Siehe: Baldwin                                                                                           |
| Büttners Renette |                                                                |                                                                |                                                                                                 | | h (Nr. 495, S. 548)                                                                                      |
| Bützberger |                                                                |                                                                |                                                                                                 | | o |
| Buzaval Ero Alma |                                                                |                                                                |                                                                                                 | | f |
| Byeloborodovka |                                                                |                                                                |                                                                                                 | | f |
| Byfleet Seedling |                                                                |                                                                | In England                                                                                      | | c, f |
| Byford Wonder |                                                                |                                                                |                                                                                                 | | f |